# Quartiere San Giorgio (Teramo)
Il quartiere San Giorgio è uno dei quattro rioni storici della città di Teramo, escludendo il Campo Fiera con il santuario della Madonna delle Grazie. Insieme agli altri rioni storici partecipa alla festa tradizionale della Rievocazione dei Trionfi.

## Gonfalone
Gonfalone roseo bianco, diviso in due colori bianco e rosso, con al centro un drago.La bicromia è data dalla simbologia dello smalto del metallo per il bianco, e il rosso invece per le armi del Romani, essendo il quartiere di origine pretuziana. Il dragone simboleggia il mito di San Giorgio che uccide la bestia.

## Storia

### Origini del quartiere
Quest'area in epoca italica, durante l'esistenza dei Pretuzi, soggiogati poi dai Romani, era poco edificata. Il nucleo principale di Interamnia Praetuttiorum occupava gli attuali rioni di San Leonardo e Santa Maria a Bitetto; questo quartiere, conosciuto anche come "Terranova", si sviluppò al livello edilizio solo nel XVIII-XIX secolo.
Esisteva un grande viale che dall'attuale piazza Orsini conduceva alla periferia, nell'attuale località Cona, dove esisteva una monumentale necropoli lungo la via Cecilia che si ricollegava alla Salaria, per andare verso Roma oppure al mare, a "Castrum Novum" (Giulianova). Tale è la necropoli di Ponte Messato.

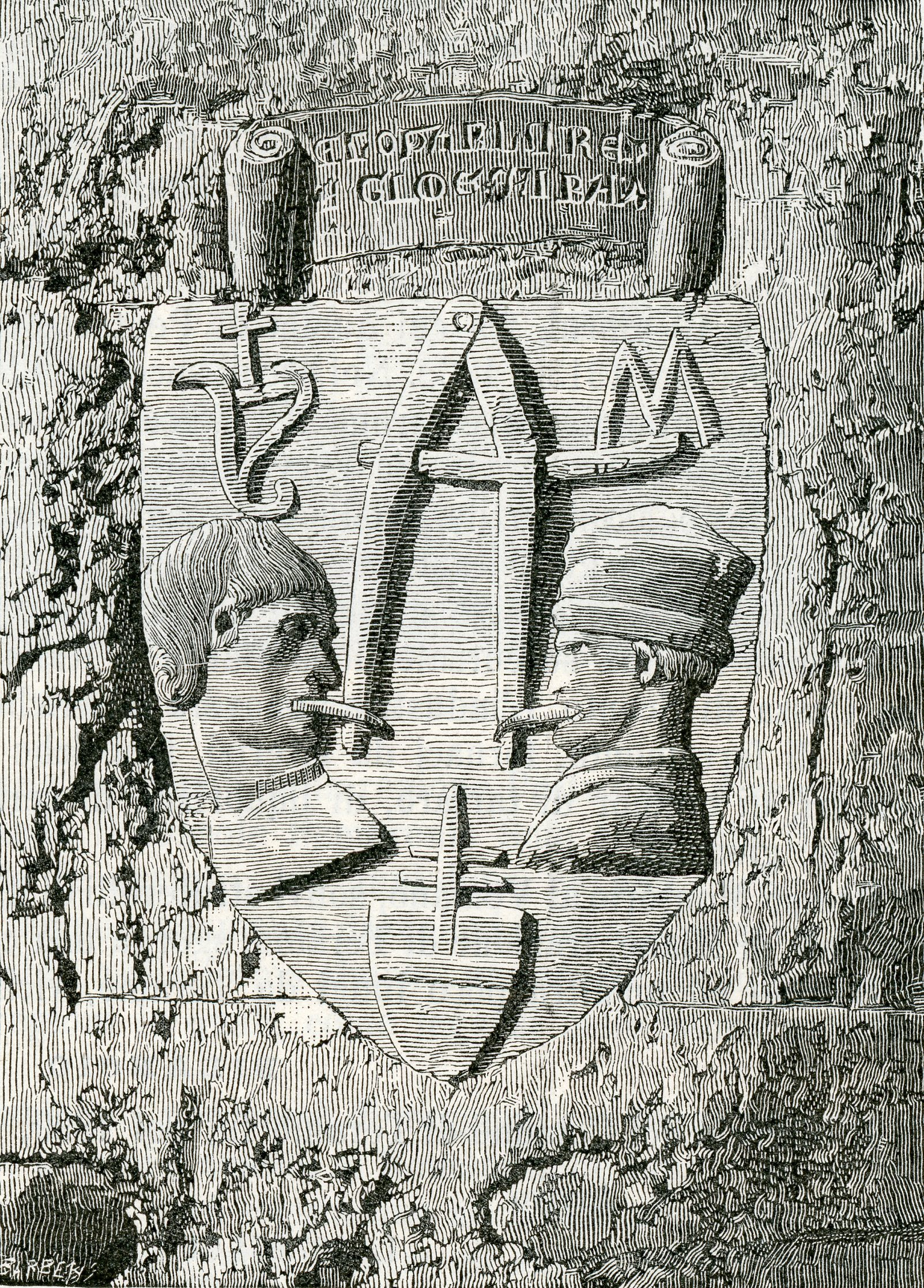
Disegno ottocentesco della "Lapide delle Malelingue", che era conservata sulla facciata della casa Antonelli sul corso di Porta Romana. Descritta dallo storico Muzio de Muzii (XVI secolo), è un'allusione alla guerra tra Antonelliani e Melatini

Le prime edificazioni, di cui resta traccia tangibile, sono appunto le chiese: il convento di San Benedetto o dei Cappuccini, posto alla biforcazione di piazza Garibaldi-viale Mazzini con Corso di Porta Romana, delle chiesette come quella di San Giorgio, da cui il nome del quartiere, posta nell'attuale via Cerulli-Irelli (demolita nel XIX secolo). Nel 1176 fu avviata la costruzione del nuovo Duomo della Beata Vergine Assunta nella zona di Piazza di Sopra, al confine con il nucleo storico di Interamnia, dove si trovava il teatro romano, e poi l'anfiteatro, che verrà ampiamente utilizzato nel XVII-XVIII secolo per costruire il Seminario diocesano Aprutino.
La planimetria del quartiere, racchiuso originariamente da mura (XIII-XIV secolo), era compresa nel grande quadrilatero che partiva dall'area occidentale di Piazza Garibaldi, difesa da Porta San Giorgio o Due di Coppe, come venne richiamata nel 1829, quando fu ricostruita in forme monumentali, con la gabella del dazio, non avendo ormai più scopo militare; dal Due Di Coppe le mura seguivano il tracciato meridionale di viale Mazzini, piegando per via dei Cappuccini, via Giannina Milli, via Trento e Trieste, risalendo a via Vittorio Veneto (ex via Teatro Vecchio), incrocio con il quartiere Santo Spirito, giungendo a Piazza Martiri della Libertà (precedentemente nota come Piazza di Sopra, poi nel 1860 Piazza Vittorio Emanuele); la strada continuava immettendosi in Piazza della Cittadella (oggi Piazza Martiri Pennesi), fino al termine delle abitazioni sul circuito murario settentrionale, la Circonvallazione Ragusa, al confine con le mura di Porta Melatina (rione San Leonardo); tornando indietro ad ovest, si tornava a Piazza Garibaldi.
Come detto, l'area era pressoché inedificata sino al XVIII secolo, vi erano numerosi orti e giardini di alcuni palazzi nobili, come Casa Delfico (sul corso San Giorgio, da non confondere con Palazzo De Filippis-Delfico), Casa Egidio (corso San Giorgio), il monastero di Sant'Agostino con l'orto murato a nord, il monastero delle Celestine di San Matteo sul corso San Giorgio, demolito nel 1940, la chiesetta di Sant'Anna sul corso (demolita nel XIX secolo), il monastero di San Carlo Borromeo compreso tra via M. Delfico, via Carducci (ex via del Burro), via Vincenzo Comi e via Arco, la chiesa di Santa Lucia, che si trovava lungo viale D'Annunzio, dapprima intitolata alla santa.

### La Cittadella di San Giorgio
La Cittadella era una piccola fortezza che si trovava nell'attuale Piazza Martiri Pennesi, eretta nel XIII secolo come postazione di difesa del Capitano di Giustizia, che esercitava il governo sulla città per conto del re di Napoli. Vi si rifugiava nei momento turbolenti. La Cittadella divenne nota in un singolare episodio di sangue che coinvolse Teramo.

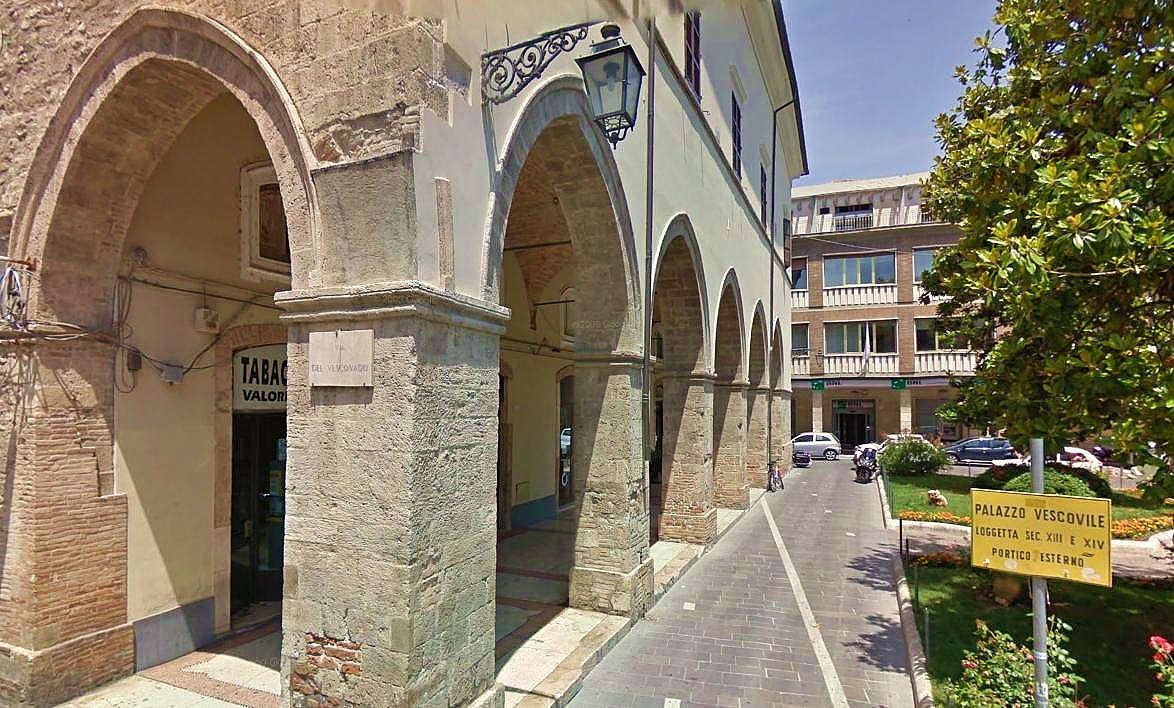
Portici del Palazzo Arcivescovile, lato piazza Orsini

Alla morte di Alfonso nel 1458, si riaccese in Giosia Acquaviva la bramosia di riprendersi Teramo con l'aiuto dei Mazzaclocchi. Sulla strada per Penne, Giosia fece trucidare il luogotenente alfonsino Raniero, mentre a Teramo venivano eletti 12 magistrati affinché continuassero ad amministrare la regia demanialità e i privilegi concessi da Alfonso. Tre deputati successivamente furono inviati dal nuove re Ferrante I d'Aragona, che confermò i privilegi. Al giuramenti di tutti i principi e baroni del Regno, si astenne Giovanni Antonio Orsini Principe di Taranto, che si alleò con Giosia Acquaviva, facendo sposare sua figlia con il duca Giuliantonio Acquaviva, con dote delle città di Conversano, Barletta, Bitonto. Nacque così una querela tra il sovrano e l'Orsini, aizzato dall'Acquaviva, che voleva a tutti i costi riprendere il dominio su Teramo. E naturalmente da ciò, scaturirono di nuovo i tumulti tra gli ex Melatino e gli Antonelli (Spennati e Mazzaclocchi).
I teramani di partito angioini si fortificarono nella rocca di Fornarolo insieme agli Acquaviva. La rocca subì un assedio prontamente respinto, sicché rimpatriati in città alcuni dei Mazzaclocchi, costoro elessero come ambasciatore Marco di Cappella, il quale si recò dal Principe di Taranto, e ricordandogli le promesse fatte agli Acquaviva, pretese che la città di Teramo fosse concessa a Giuliantonio.

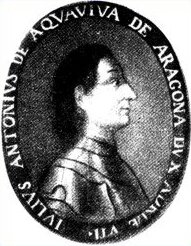
Giuliantonio Acquaviva

Il Palma annota che gli Spennati abbandonarono volontariamente Teramo per non subire rappresaglie, e uno di essi trovandosi presso la chiesa di San Pietro ad Azzano, scrisse sul muro che le città di Teramo, Atri, Silvi, nel maggio 1459 erano caduta all'Acquaviva per le pretese del Principe di Taranto su Ferrante I.Il 17 maggio la cerimonia di giuramento alla presenza del viceré di Ferrante: Matteo di Capua, fu celebrata nella chiesa di San Matteo dentro le mura, nel quale Giosia veniva riconosciuto signore di Teramo, in attesa della maturità di Giuliantonio. Gli equilibri furono turbati dalla ribellione dell'Aquila, sotto il governo di Pietro Lalle Camponeschi, di partito angioino, seguace del Principe di Taranto, che fece issare le bandiere di Renato d'Angiò, inducendo alla ribellione varie altre città degli Abruzzi, mentre il Principe scatenava tumulti nella Puglia. Ferrante I mandò l'esercito, mentre il Camponeschi spediva alle porte di Teramo Giacomo Piccinino, che discese da San Benedetto del Tronto lungo la via Flaminia. Il Piccinino, alleato naturalmente di Giosia Acquaviva, di partito filo-angioino, raggiunse San Flaviano, e da lì conquistò le città di Loreto, Penne e Città Sant'Angelo, raggiungendo Chieti per aspettare le truppe di Giulio da Camerino.
Ferrante, grazie alle truppe di papa Pio II, e del Duca Francesco di Milano, comandate da Buoso Sforza, riuscì da nord a togliere i possedimenti a Giosia, iniziando da Castel San Flaviano. La battaglia tra Buoso e il Piccinino fu cruenta, gli eserciti ricacciati al di là del Tordino. Costui tentò un attacco a sorpresa la notte, guadando il fiume, ma il giorno seguente fu respinto dall'accampamento, mentre i campi si popolavano di centinaia di cadaveri. Ritiratosi lo Sforza a Grottammare, il Piccinino ridiscese sotto la Pescara, saccheggiando Chieti, e vari altri feudi. Nella riconciliazione del 1461 di Ferrante con Roberto Sanseverino, indusse il Principe di Taranto a richiamare l'esercito di Matteo di Capua e del Piccinini, evitando altre sciagure nel territorio abruzzese; intanto anche all'Aquila gli animi si calmarono con la tregua siglata da Lalle Camponeschi col Conte di Urbino, capitano generale della coalizione aragonese.

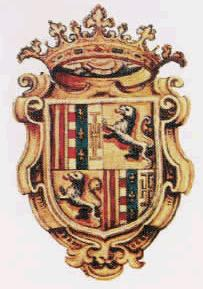
Stemma Acquaviva

Intanto gli Spennati, vista la buona occasione, si accordarono col viceré di Napoli per riprendersi Teramo, e marciarono sulla città il 17 novembre. Dopo aver preso e saccheggiato San Flaviano, con molte vite uccise per le pretese di potere di questi nobili, l'esercito arrivò in città guadando il fiume Vezzola. Stava per essere aperta Porta Sant'Antonio per fare entrare l'esercito, quando il magistrato impose tre clausole per la capitolazione della città: distruggere la Cittadella una volta presa Teramo, accordare indulti per ogni delitto, conferma dei privilegi concessi da Alfonso. Durante la presa della città, i Mazzaclocchi seppero salvarsi la vita grazie alla fellonia degli stessi, che trovarono rifugio nei conventi e nei cimiteri, mentre le loro donne fingevano di aver sofferto vari soprusi dal governo dell'Acquaviva, in modo da ottenere la clemenza di Ferrante verso i traditori. La Cittadella capitolò l'8 dicembre 1461, il Castellano fu costretto a sloggiare, e venne rimpiazzato da Matteo di Capua con uno nuovo, fedele a Ferrante. Nella descrizione di Niccola Palma doveva essere un robusto maschio, con una torre di controllo in cima, e gli alloggiamenti in basso per le truppe. All'epoca della sua compilazione della Storia ecclesiastica e civile (1832), esistevano ancora frammenti di mura presso Porta San Giorgio. Il torrione era ancora in piedi nel 1792, quando poi la deputazione decise l'abbattimento per migliorare l'ingresso al corso.

### La Rocca Acquaviva e la battaglia del 1460
Negli anni 1433-35 Francesco Attendolo Sforza, figlio di Muzio Attendolo, conquistò per Filippo Maria Visconti vari territori delle Marche, strappandoli allo Stato della Chiesa. papa Eugenio IV gli propose di tradire il duca di Milano Filippo Maria, per governare i territori marchigiani come "vicario". Francesco accettò, divenendo una minaccia per Visconti, che si alleò con Alfonso d'Aragona e il barone Giosia Acquaviva. Alfonso oppose allo Sforza il condottiero Niccolò Piccino nel 1437, che già aveva operato una decina d'anni prima nella battaglia dell'Aquila con Braccio da Montone.

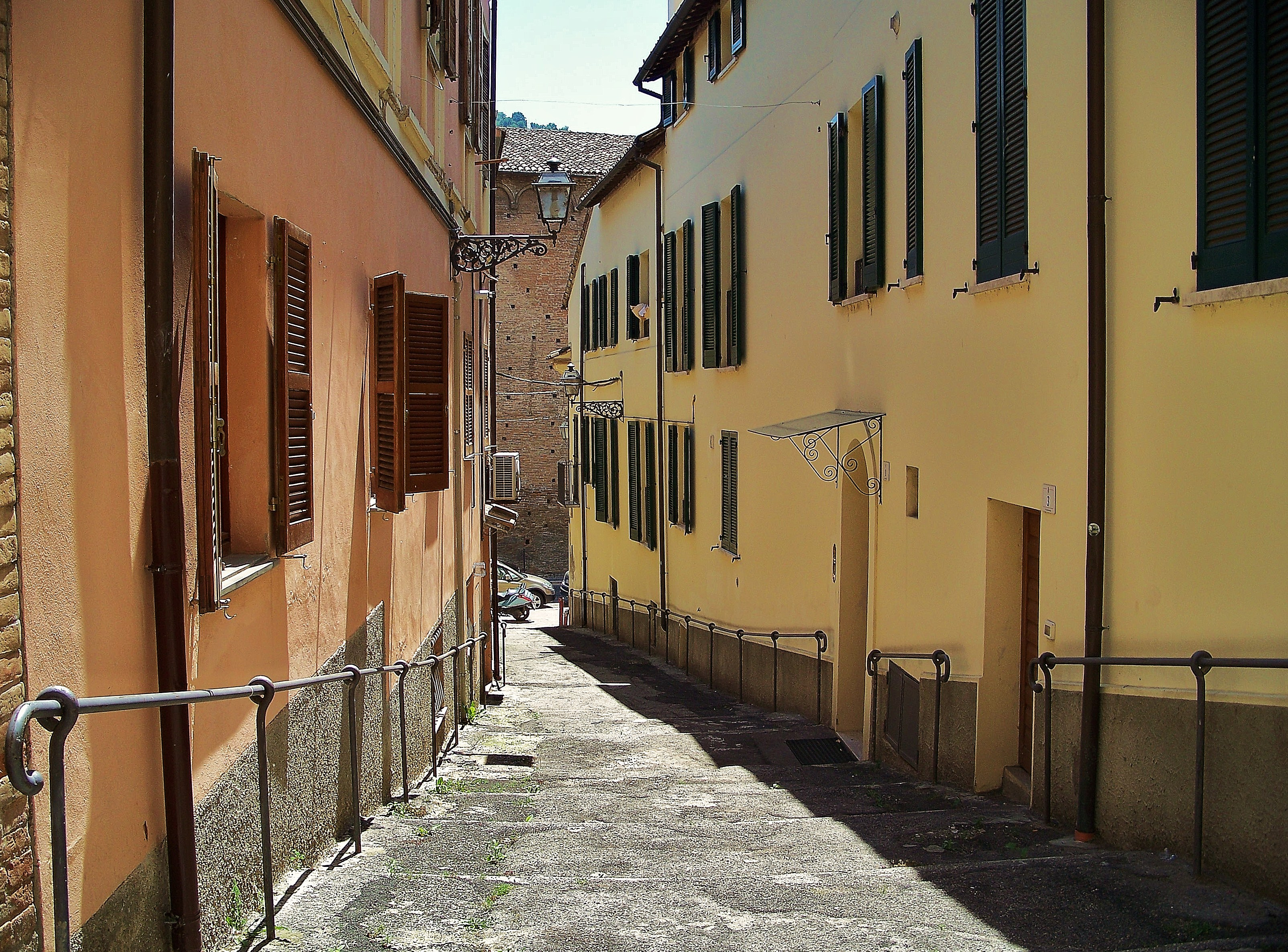
Vicolo delle Rose, in fondo il fianco della chiesa di San Domenico

Il Piccinino si riunì agli ex bracceschi nella campagna di Roma, sollevò contro Eugenio IV la popolazione, il pontefice riuscì a scappare da Roma, mentre Francesco si riuniva con le truppe di Micheletto Attendolo. Nel frattempo in Abruzzo Giosia fu nominato dal Visconti "luogotenente" e lo esortò ad aiutare Niccolò e ad assalire le terre conquistate dallo Sforza; Giosia mirava a conquistare la nemica Ascoli, e così fece, non sapendo però del doppio gioco dello Sforza e del duca di Milano, che voleva ridimensionare l'espansione del genero. Il Visconti infatti nel 1438 si appacificò con lo Sforza, rompendo l'alleanza con Alfonso d'Aragona, e lo spedì addirittura a Napoli in aiuto del nemico giurato degli Aragona: Renato d'Angiò.
Il Visconti inoltre richiamò il Piccinino, temendo un'alleanza con Giosia e Alfonso.
Lo Sforza si vendicò contro Giosia conquistando il castello degli Acquaviva nelle Marche, poi entrò a Teramo, da cui Giosia si era allontanato per chiedere protezione ad Alfonso. I soldati sforzeschi distrussero gli emblemi degli Acquaviva, specialmente quelli della facciata della Cattedrale, le terre dell'agro teramano degli Acquaviva furono confiscate, giungendo sino a Civitella del Tronto. Il Piccinino nel frattempo attaccava l'Umbria per volere del duca di Milano, venendo però sconfitto ad Anghiari da Micheletto Attendolo.
Alfonso nel frattempo riconquistava i territori teramani, entrando nella città si scontrò contro Maarco Raniero, tribuno della plebe, che millantava la libertà della città dal gioco degli Acquaviva; costui parlò pubblicamente ad Alfonso chiedendo la libertà di Teramo, e il permesso fu accordato, non venendo infeudata a Giosia.

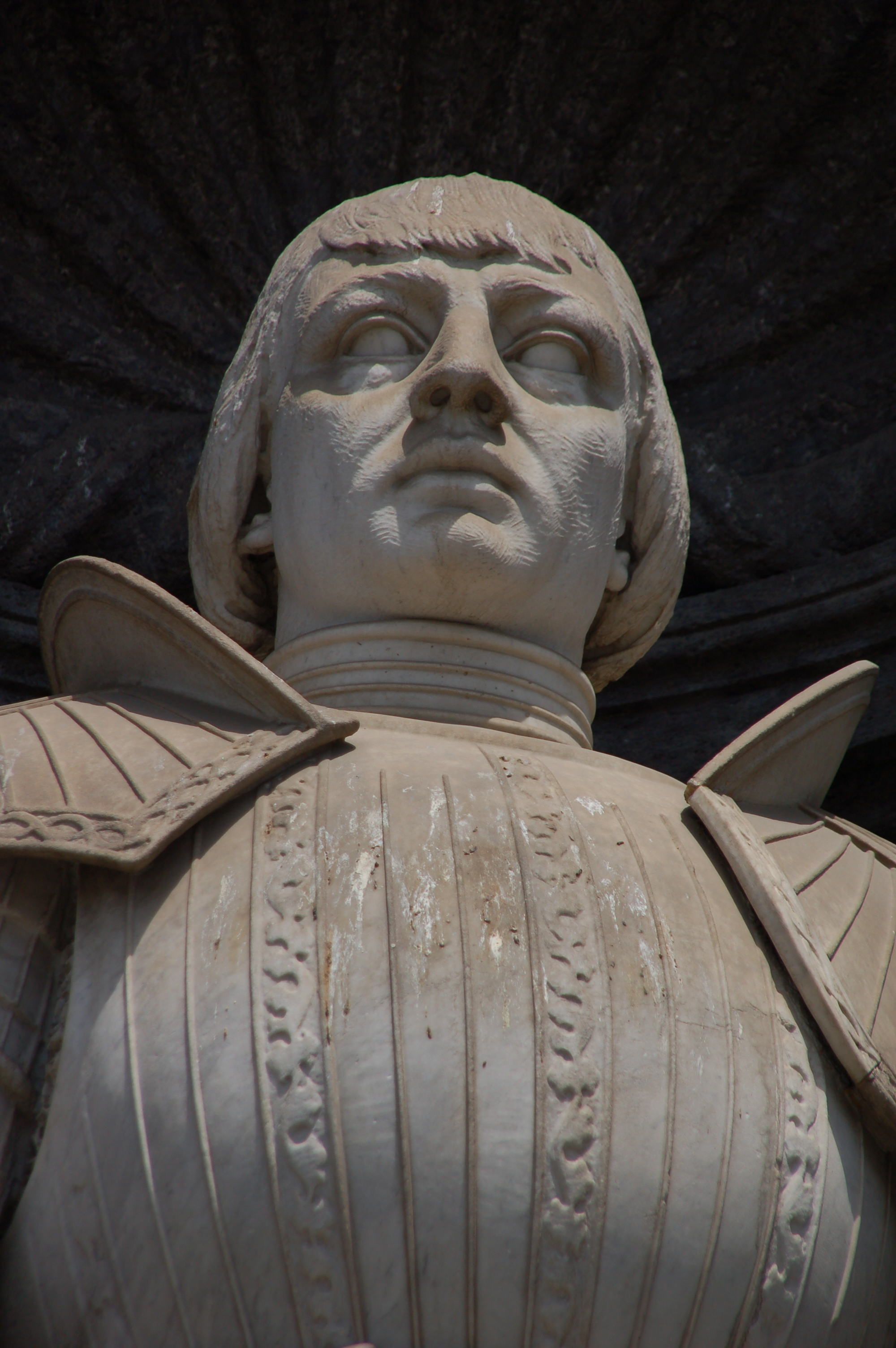
Alfonso V d'Aragona

Dopo che Alfonso tornò a Napoli, Giosia si vendicò chiamando Francesco Sforza, che assediò Teramo, bloccando gli ingressi delle mura. I teramani iniziarono a patire la fame, cibandosi anche di cani e gatti, successivamente dopo che Teramo fu presa per fame, l'Acquaviva tornò al suo antico possedimento di Atri, assediandola lo stesso. Alfonso inviò per risposta il conte Tagliacozzo Orsini, che si scontrò con le truppe di Giosia a Villa Bozza (1446) presso Atri. L'Orsini fu sconfitto. Alfonso risalì la strada per l'Abruzzo, mise il comando generale a Chieti, pronto a invadere il contado d'Apruzzo, ma la mediazione di Andrea Matteo II Acquaviva, nipote di Giosia, permise la stipula di un accordo il 22 luglio 1446. Andrea Matteo concedeva i suoi possedimenti di San Flaviano, Mosciano, Basciano, Penne, Roseto, Forcella, Canzano, Notaresco, Morro, Tortoreto, Sant'Omero, Ripattoni ecc. allo zio, senza però dare Teramo.
I risentimenti di Giosia verso Alfonso, per la perdita di Teramo, si acuirono sicché alla morte del re di Napoli nel 1458; mentre il sindaco Marco Ranieri si recava a Napoli, Giosia arroccato a Cellino Attanasio si mosse con la complicità dei Mazzaclocchi, e mandò dei sicari alla taverna di Caprafico, uccidendo il Raniero e portando le vesti zuppe di sangue al duca Acquaviva. Teramo rese gli onori al tribuno della plebe, e furono messi 12 uomini a guardia delle porte, temendo l'attacco di Giosia. Il duca approfittò di un'ambasciata mandata dal nuovo re Ferrante d'Aragona per lamentarsi dei cattivi rapporti avuti con Alfonso, facendo intendere all'ambasciatore che avrebbe potuto allearsi con il nuovo papa Callisto III, facendo scoppiare nuove guerre. Alla morte del pontefice, Giosia si alleò con il principe di Taranto Giovanni Antonio Orsini, che intendeva riportare al potere di Napoli gli Angiò; con l'Orsini Giosia aveva rapporti di parentela stretti: il figlio Giulio Antonio, colui che costruirà daccapo Giulianova, era sposato con la figlia.
A tali minacce, re Ferrante concesse all'Acquaviva Teramo, il duca Giosia entrò trionfalmente in città preceduto da Marco di Cappella dei Mazzaclocchi, nella Cattedrale fu onorato con la concessione delle chiavi della città, e poi si ritirò nella rocca fatta erigere davanti a Porta San Giorgio, nell'attuale Piazza Garibaldi. Nel frattempo re Ferrante fece il doppio gioco, dato che sapeva dell'alleanza dell'Acquaviva con gli Orsini che parteggiavano per gli Angiò, e avendo le carte firmate in precedenza da Giosia alla presenza di Alfonso, ossia che Teramo fosse stata riconosciuta città libera nel regio demanio, progettò una congiura, facendosi aiutare dal partito angioino degli Spennati di Teramo; l'Acaviva presto tradì il re combattendo a favore di Renato d'Angiò, arrivando a minacciare anche i terreni dello Stato della Chiesa.
Re Ferrante richiamò Federico II da Montefeltro insieme a Jacopo Piccinino, figlio di Niccolò; mandò in Abruzzo anche il luogotenente Matteo di Capua, a imporre un blocco nell'Abruzzo Ulteriore, per arginare il comando dell'Acquaviva; sicché il Piccinino tradì il re di Napoli per allearsi con il principe di Taranto. Ferrante mise un blocco a Camerino, pensando che Jacopo avrebbe usato la via d montagna, ma costui preferì la via del mare, per arrivare in Puglia, scendendo da Rimini sino a San Benedetto del Tronto.
Nel 1458 il Piccinino, dopo che era giunto a Colonnella, fece incendiare Castel San Flaviano, residenza estiva del vescovo di Teramo da secoli, di grande importanza per la città aprutina stessa, per il controllo commerciale sul mare. Incendiata la città, il Piccinino scese più a sud in Abruzzo, saccheggiando Città Sant'Angelo e Penne a colpi di bombarda, ma non riuscì a prendere Chieti, ben difesa dall'aragonese Matteo di Capua, che dopo averlo respinto, iniziò a inseguirlo con imboscate sino a San Flaviano, dove l'esercito del Piccinino si asserragliò nella torre quadrata rimasta intatta. La torre fu espugnata da Matteo.
Il re chiamò gli altri luogotenenti Federico da Montefeltro e Alessandro Sforza per unirsi a Matteo nella guerra contro il Piccinino: il duca di Urbino si accampò alle spalle di Teramo per sorvegliare il fiume Tordino, e venne raggiunto dal capitano Bosio Sforza, una postazione protetta dal fosso Mustaccio. Il contingente del Piccinino, accresciutosi con aiuti provenienti dalle Marche e dalla Romagna, e dai fuoriusciti Caldoreschi, si acquartierò su Colle Bozzino, a destra del Tordino (contrada Cologna). Non ci fu un vero scontro, almeno all'inizio, ma solo duelli e scaramucce; Federico da Montefeltro fu ferito. La sera del 22 luglio 1460 un ufficiale del Piccino: Saccagnino compì un'incursione vera e propria contro l'esercito aragonese, combattendo presso il Tordino; sicché Alessandro Sforza mandò un drappello, rimanendo però prigioniero in un mulino. La battaglia fu sanguinosa, ma non si risolse, dacché il Piccino fu richiamato in Puglia dal principe di Taranto.
Matteo di Capua si vendicò degli attacchi subiti, da Chieti si diresse verso Teramo; dal canto loro, gli Spennati ordirono una congiura contro l'Acquaviva e i Mazzaclocchi, inviarono un'ambasciata a Matteo, proponendogli di conquistare la città e di dare a loro il potere. Il punto di riunione degli eserciti di Castel San Flaviano, che venne nuovamente depredato, stavolta peggio dell'assedio del Piccinino, le case e le torri furono demolite. Giosia dovette fuggire da Teramo, vinse una battaglia nella vicina campagna di Baciano, sicché il duca dovette rifugiarsi a Cellino, morendo di peste nel 1462. In quest'occasione la Rocca Acquaviva fuori Porta San Giorgio fu presa da'assalto dagli Spennati e demolita, anche se nelle cronache del primo Ottocento, soprattutto dai volumi del Palma, si apprende che all'epoca della dominazione francese resisteva ancora una porzione di torrione.
I ruderi furono demoliti per l'edificazione di una casa di tal Vincenzo Coppa, il torrione fu definitivamente distrutto nella prima metà dell'Ottocento, e con ulteriori lavori di sopraelevazione dell'originario piano di calpestio alla fine dell'Ottocento, quando fu realizzata Piazza Garibaldi, i resti della casa del Coppa furono sommersi. Oggi una parte di muro è visibile proprio percorrendo il sottopassaggio della piazza, per raggiungere il Corso San Giorgio da viale Bovio.

### Cambiamenti urbani dall'Ottocento al Novecento
Come detto, molti furono i cambiamenti che interessarono la città di Teramo nel tardo Ottocento, ma soprattutto nella seconda metà del Novecento. Il Corso San Giorgio, costituito da abitazioni patrizie, e soprattutto da sedi amministrative di pregio, come la Prefettura, si andò costituendo nell'assetto attuale nel XIX secolo. Esisteva ancora il monastero di San Matteo, principale parrocchia di questo quartiere, accanto nel 1868 fu realizzato il teatro comunale, che poi verrà barbaramente demolito nel 1959 durante l'amministrazione Carino Gambacorta.

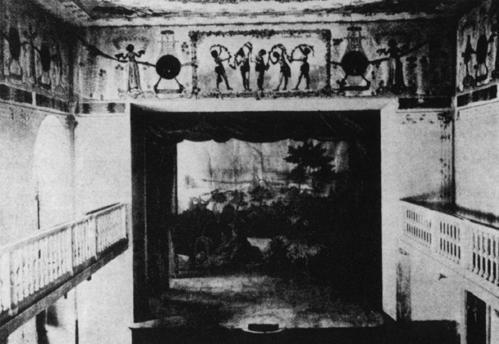
Ex teatro comunale, sala della Cera

Altre zone abitative sette-ottocentesche si erano costituite lungo gli assi viari settentrionali di via Duca d'Aosta, via Vinciguerra, via Filippi Pepe, via Capuani, via Cesare Battisti, via Nazario Sauro.
Nel 1929 viene demolita la porta Due Di Coppe, principale ingresso al corso San Giorgio, per permettere l'accesso delle automobili. Nel 1940-41 viene demolito il convento di San Matteo sul corso, per realizzare una piazzetta da dove acclamare Benito Mussolini, che avrebbe dovuto affacciarsi dal balcone della Prefettura.
Altre modifiche vengono effettuale l'ungo l'ex via del Burro, rinominata poi via Carducci, viene costruita la Scuola femminile "Giannina Milli". Negli anni 60 vengono definitivamente demoliti i giardini pensili, collegati da un ponte in pietra, della famiglia Delfico, erano collegati direttamente al Palazzo De Filippis-Delfico su via M. Delfico mediante via Carducci. Vi si trovava anche la monumentale Fontana delle Piccine, con un'elegante scultura di fauno che fuoriesce da una conchiglia centrale, opera di Luigi Cavacchioli. Altre demolizioni di costruzioni storiche riguardano il Cineteatro Apollo in stile eclettico, con sala a ferro di cavallo, l'ex palazzo delle Poste e Telegrafi del tardo Ottocento, su piazza Sant'Agostino, poiché negli anni '30 fu costruito il nuovo palazzo delle Poste nel rione Santo Spirito, in via G. Paladini. Sempre alla fine dell'Ottocento e nei primi anni del Novecento, veniva completato al confine con il rione Santo Spirito, il palazzo del Governo e della Provincia, in via G. Milli.
Ulteriori sventramenti drastici vengono apportati all'Albergo del Sole, che sorgeva su piazza della Cittadella, per lasciar posto a un condominio anonimo e alla nuova sede dell'INPS. Cambia così irrimediabilmente il volto dell'elegante piazzetta, rinominata Piazza dei Martiri Pennesi. Anche in Piazza Mercato, poi Piazza E. Orsini, viene demolito l'antico Palazzetto del Credito Abruzzese, realizzato nel 1925 in stile neogotico da Alfonso De Albentiis, per una moderna e anonima palazzina.
Quest'area sino agli anni '50 rimase pressoché inedificata, vi sorgeva solo la nuova piazza Dante, con la nuova costruzione del 1934 del Regio Convitto nazionale "Melchiorre Delfico", specializzato in studi umanistici e scientifici.
Nel corso degli ultimi anni, negli anni '60 viene costruito il nuovo Cineteatro comunale con la galleria dell'Oviesse, al posto del teatro comunale sul corso San Giorgio, nel 2016-18 viene rifatta la pavimentazione dell'intero corso. Da notare anche che l'antica Piazza Vittorio Emanuele, così come era stata chiama dopo l'unità d'Italia, in alcune fotografie prima degli anni '60 appariva occupata da una fila orizzontale di piccole case, che occultavano il secondo ingresso del Duomo di Santa Maria Assunta.
Già con i lavori degli anni '30, per l'istituzione del Banco di Napoli all'ultimo palazzo dei portici del corso San Giorgio, coevo di Palazzo Pompetti, situato più a nord del corso sulla piazza, il secondo palazzo cambiò stile, da elegante struttura eclettica, tra liberty e neoclassico, divenne un edificio piuttosto anonimo in stile monumentalista, che tende al razionalismo; con i lavori di intervento al Duomo da parte del sovrintendente Mario Moretti, viene demolito l'arco del Monsignione, realizzato nella metà del Settecento come ingresso sia carrabile che pedonale (un passaggio coperto simile al Corridoio vasariano) dal Palazzo Arcivescovile alla sagrestia del Duomo, e le casette di piazza Vittorio Emanuele vengono demolite per lasciare spazio al secondo ingresso di facciata del Duomo, la stessa piazza cambia nome: Largo Martiri della Libertà, in ricordo dei patrioti del Risorgimento, in occasione dei 100 anni dell'Unità.

## Descrizione urbana
Il quartiere confina ad Ovest con la zona di Castello, oggi zona residenziale occupata dalla chiesa del Cuore Immacolato di Maria. Sicuramente era di origine romana, e fu colonizzato nel Medioevo dai Longobardi e poi Normanni, che edificarono nuove strutture. Il quartiere ha cambiato diverse volte il suo aspetto, specialmente a cavallo tra Ottocento e Novecento, quando furono demolite varie strutture, tra le quali le chiese storiche della città, come quelle di San Giorgio e San Matteo, per la costruzione di nuovi imponenti palazzi, come la Prefettura, l'Ufficio del Genio Civile, il Palazzo delle Poste. Altre demolizioni furono apportate negli anni '60, durante il governo democristiano, alcune molto gravi, con la ricostruzione di edifici in uno stile anonimo, come la nuova sede del Teatro comunale sopra la storica struttura tardo-ottocentesca.
L'asse longitudinale principale è il Corso San Giorgio che da Piazza Garibaldi verso Est sfocia in Piazza Martiri della Libertà, dove si trova la facciata minore del Duomo di Santa Maria Assunta. Altre vie parallele al corso sono a Sud, via Delfico, via D'Annunzio, via Paladini, via Vincenzo Comi, via Giovanni Milli, via Luigi Brigiotti. A Nord del corso invece ci sono via Capuani, via Nazario Sauro e via Cesare Battisti, mentre gli assi perpendicolari sono via Vincenzo Cerulli, via Campana, via Filippi Pepe, via Duca d'Aosta, via del Tribunale, via Carlo Forti, via Vittorio Veneto, via Oberdan, via Vincenzo Irelli, via della Banca, via della Verdura e via Mercato.
Il fulcro del quartiere, che confina con il Corso Cerulli, e dunque con il quartiere di San Leonardo (o Sant'Anna), è la Piazza Orsini con l'imponente Duomo, altri slarghi sono Piazza Martiri Pennesi (zona mercato coperto), la Piazza Martiri della Libertà, che è l'opposto di Piazza Orsini, Piazza Garibaldi e Piazza Sant'Agostino.
Il quartiere ha un aspetto quadrangolare, occupando la zona Ovest del centro storico, delimitato nel perimetro dalla Circonvallazione Ragusa a Nord, da Piazza Garibaldi ad Ovest e dal viale Mazzini, che lo collega con Piazza Dante, dove inizia il quartiere Santo Spirito.

## Monumenti

### Chiese e conventi

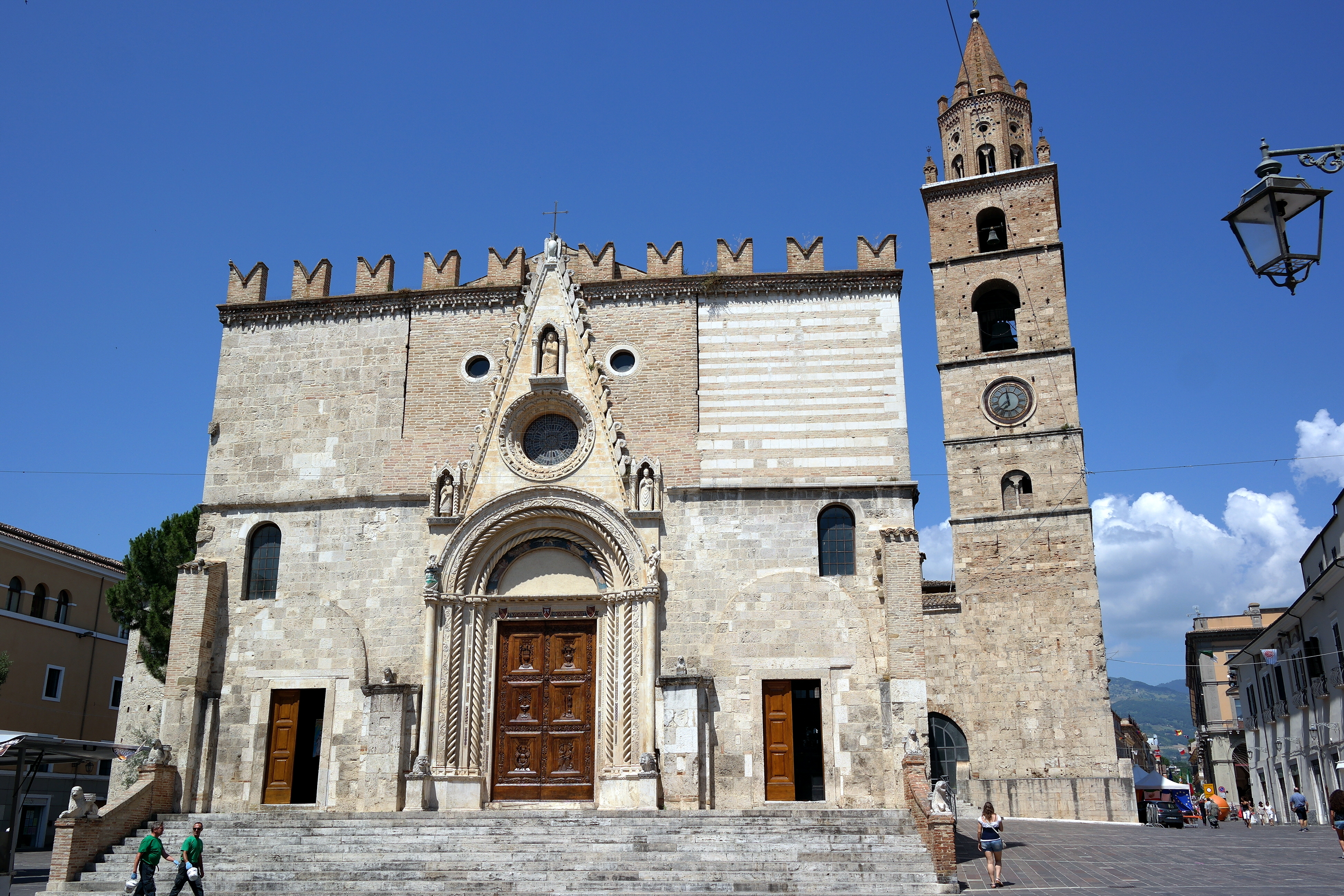
Facciata della Cattedrale da Piazza Orsini

- Duomo Cattedrale di Santa Maria Assunta e San Berardo: si trova in Piazza Orsini, dove si trova la facciata principale, mentre la seconda facciata all'estremo opposto è su Piazza Martiri. A lungo soggetta al dominio degli Attonidi di Chieti, l'antica città di Interamnia nell'Aprutium piceno prima di essere inglobata nel 1140 nel Regno di Sicilia; nel 1155 fu saccheggiata dal conte Roberto di Loritello, che incendiò l'antica sede vescovile di Santa Maria Aprutiensis (oggi Sant'Anna dei Pompetti), perché Teramo non partecipò alla rivolta contro Guglielmo I d'Altavilla. Il vescovo Guido II si fece carico della ricostruzione della nuova sede vescovile, ricevendo l'intercessione a Palermo del re. I lavori iniziarono nel 1158, concludendosi nel 1176, quando il Duomo venne consacrato.[3]L'aspetto attuale è il risultato di continue trasformazioni nel corso dei secoli, alcuni dei quali barocchi (XVIII secolo), apportati negli interni, però smantellati nei restauri del Novecento. La chiesa era in stile romanico, all'epoca della consacrazione, con tre navate, facciata a salienti, copertura a capriate e tiburio ottagonale centrale, era preceduta da un nartece a tre fornici, al quale per compensare la pendenza del terreno, si accedeva mediante degli scalini. Nel frattempo il corpo del palladio San Berardo di Pagliara era stato sepolto in un altare innalzato in luogo eminente nel lato destro del presbiterio. Tra il 1331 e il 1335 il vescovo Nicolò degli Arcioni imposto a Teramo da papa Giovanni XXII fece trasformare l'edificio, prolungandolo nella parte settentrionale con un nuovo corpo di fabbrica, leggermente disossato rispetto alla parte anteriore più antica, che perse le tre absidi. Due ampie campate erano scandite da una coppia di snelli pilastri su cui impostano aree arcate trasversali e longitudinali, rispettandone la tripartizione e il perimetro. La chiesa dunque assunse l'aspetto longitudinale attuale, seguendo un andamento leggermente disorganico; altra aggiunta del Trecento fu il portale romanico a tutto sesto, con profonda strombatura a tre sbalzi intercalati da due colonne tortili su ogni lato, e decorati da fasce di mosaico in stile cosmatesco, datato 1332 e firmato da Deodato Romano. Altre due colonnine che poggiano su leoni stilofori affiancano il portale, e sorreggono due eleganti statue, un Angelo annunciante e una Vergine di Nicola da Guardiagrele. Al centro è visibile lo stemma del vescovo Nicolò degli Arcioni, tra quelli di Atri a destra e quelli di Teramo a sinistra. Il timpano gotico triangolare che fa da cornice al portale è del Quattrocento, che racchiude al centro una finestra rotonda sovrastata da un'edicola contenente una statua di Cristo Redentore che benedice, alti lati della ghimberga altre due edicole a guglia, che racchiudono le statue di San Giovanni e San Berardo.

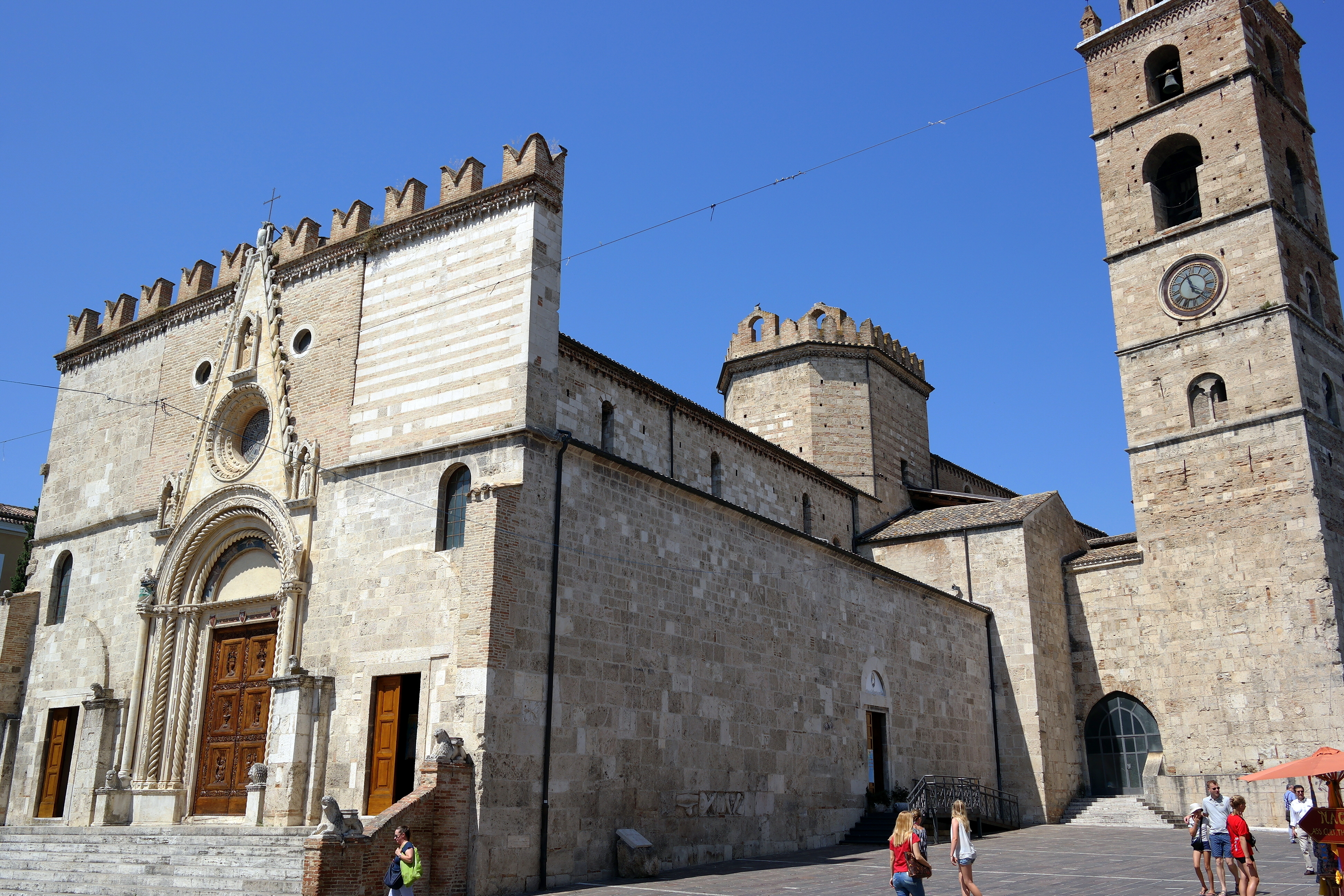
Prospetto del Duomo

Nel XVI secolo si procedette con i lavori degli interni; da uno strumento del 1541 si apprende che il cimitero confinava a levante col coro; i canonici si ostinavano a voler vantare però i divini uffici nella sacrestia nuova. La posizione defilata consentì al coro di superare indenne la "normalizzazione" della chiesa promossa nel 1566 dal vescovo Giacomo Saverio Piccolomini, allineandosi ad una pratica che investì l'architettura delle chiese mendicanti. Il Piccolomini eliminò alcuni altari, incluse alcune sepolture sotto il pavimento della cattedrale, segnalate da lapidi con i volti dei defunti.

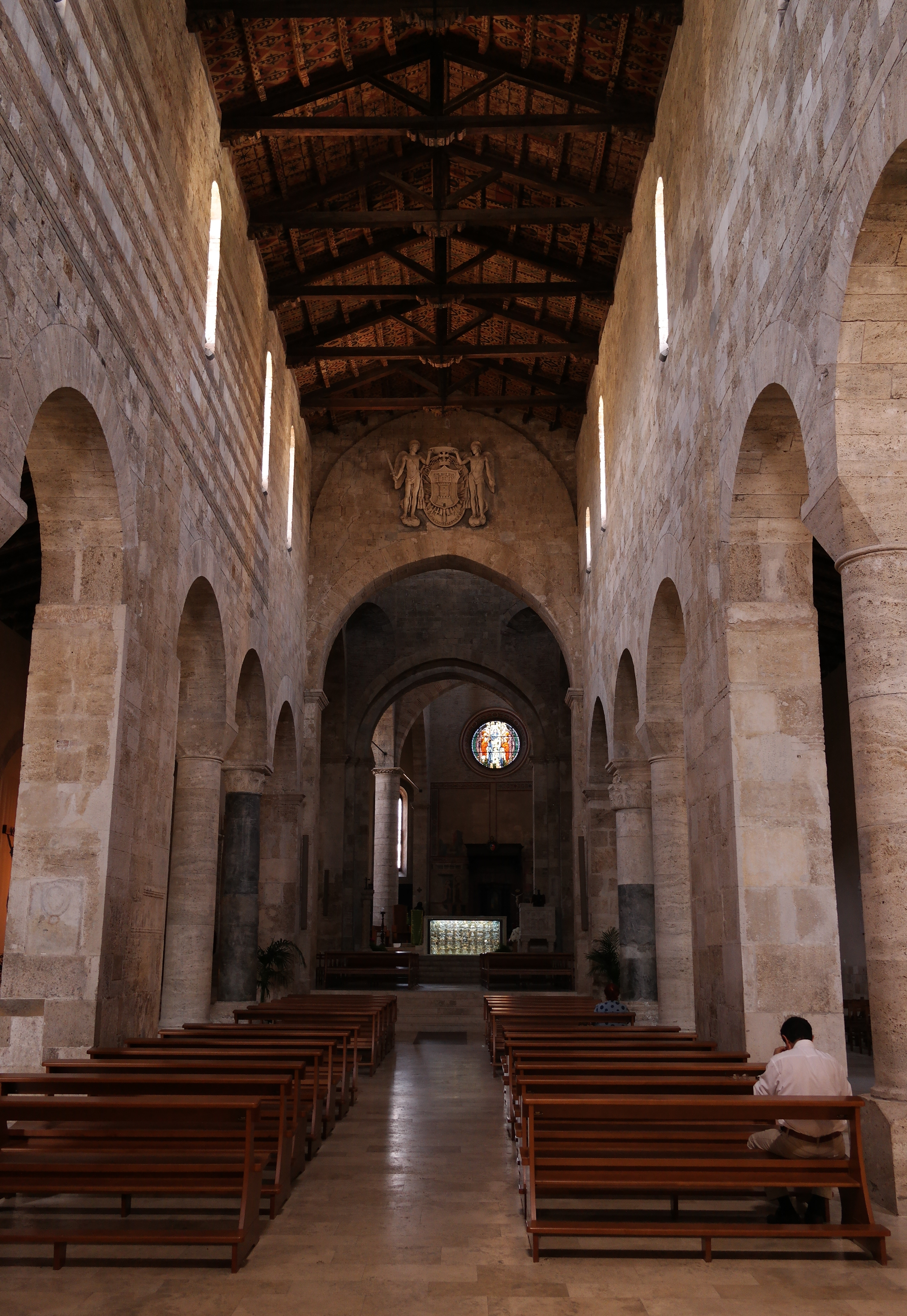
Interno del Duomo, navata centrale

Nel Seicento-Settecento presso il Duomo furono eseguiti dei lavori barocchi d'impronta lombarda, napoletana e romana. Nel 1605 iniziarono i lavori della grande cappella del Sacramento. Eretta in uno spazio separato da quello delle navate, definita architettonicamente all'interno e all'esterno da un proprio volume e da una caratteristica copertura, fu voluta dal vescovo Montesanto. Ha pianta centrale a croce greca, le quattro absidi rettangolari contrapposte voltate a botte e inglobate infatti sono in parte nella muratura perimetrale della cattedrale, si aprono su uno spazio centrale quadrato non perfettamente regolare, sormontato da cupola ottagonale. La cappella conserva il bellissimo Polittico di Jacobello del Fiore, in precedenza conservato nella chiesa di Sant'Agostino. Nel 1739 il vescovo Tommaso Alessio de Rossi decise di adeguare la cattedrale al gusto barocco, le colonne e le sei campate romaniche furono sostituite da due cupole sostenute da pilastri, la copertura delle navate laterali fu elevata riducendo a due sole falde il tetto, fu stesa una decorazione a stucco, a sottolineare la maggiore uniformità tra il nucleo più antico e quello arcioniano. Accanto a quello principale furono aperti portali minori e fu costruita la cappella di San Berardo, unico elemento oggi sopravvissuto del barocco nel Duomo, in seguito ai lavori di restauro tendenti al medievalismo. Negli anni '30 del Novecento la cattedrale è stata riportata all'aspetto sobrio romanico, con la scoperta delle grandi arcate della navata superiore (1926), mentre fino al 1972 si protrassero dei lavori di demolizione di edifici civili che si erano addossati alla Cattedrale stessa, e tra queste distruzioni ci fu l'Arco di Monsignore, cinquecentesco, che permetteva il collegamento mediante corridoio dal Duomo al Vescovado.
L'interno attuale è in tre navate, con grandi arcate a tutto sesto poggianti su pilastri quadrati, la copertura è a capriate lignee, il presbiterio è preceduto da un grande arco trionfale in pietra con due putti che sorreggono lo stemma civico di Teramo. Il presbiterio è rialzato, e presso l'altare si trova il famoso Paliotto di Nicola da Guardiagrele in oro smaltato e lavorato.

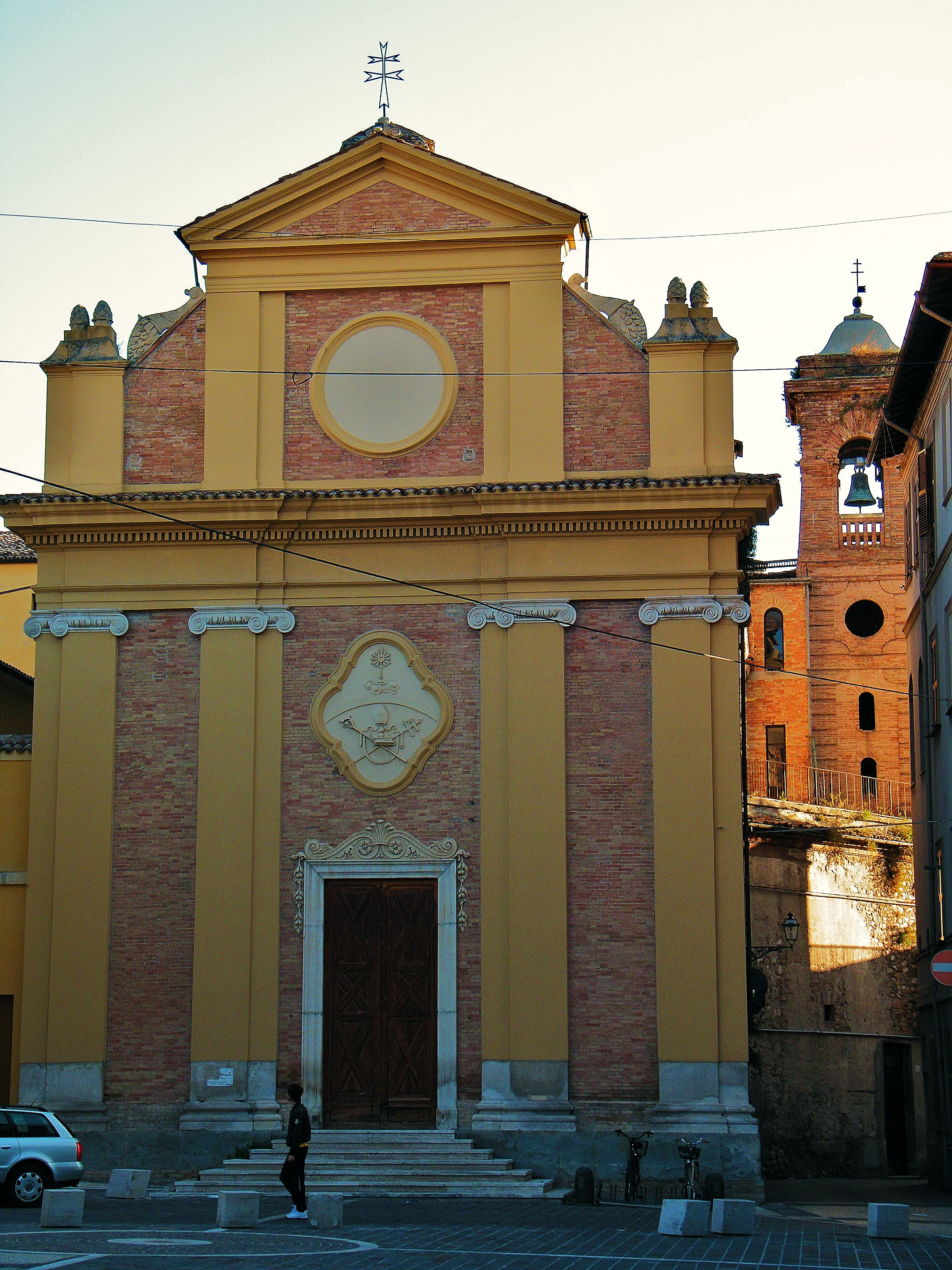
Chiesa di Sant'Agostino

- Chiesa di Sant'Agostino: si trova nella parte Nord del quartiere, insieme al convento. Nota sin dal XIV secolo, la chiesa si presenta nella veste di un corposo restauro del 1876 in stile neoclassico, realizzato da Giuseppe Lupi. L'interno è a navata unica, dietro l'altare si trova la tela del XVIII secolo della Madonna della Cintura con santi agostiniani. Nella cappella ottocentesca di destra sono presenti sulla cupola affreschi in cornici a stucco, insieme a tele settecentesche che ripercorrono gli episodi della vita della Vergine, tra i quali la bella Assunzione del 1741.[4] Altri affreschi rinascimentali sono emersi nel convento, trasformato in prigione nel 1792 e poi in pinacoteca civica. Il ciclo si trova nel chiostro quadrato attorno al pozzo, e narra le storie della vita di Sant'Agostino. Dalla chiesa provengono il Polittico di Jacobello del Fiore una Madonna col Bambino di Giacomo da Campli conservata nella Pinacoteca Civica. La facciata della chiesa è un compendio tra stile neoclassico e barocco, con spazi tondi ciechi, e paraste doriche che scandiscono l'area.

- Chiesa della Santissima Annunziata: la chiesa è nota sin dal 1351, ed è uno dei rari esempi di architettura neoclassica teramana religiosa. La facciata è coronata da dentelli e mensole, articolata da un riquadro, sormontato da lunetta, in cui si apre il portale ornato da un cornicione aggettante sorretto da mensole. L'interno si presenta nelle vesti settecentesche, a navata unica con un transetto e presbiterio a terminazione rettangolare. Di notevole interesse è l'altare barocco dipinto e dorato nel 1691, riferibile alla produzione di Giovan Battista Minelli: nelle nicchie laterali ci sono le statue di San Giovanni Battista e di una martire, e al centro la tela della Madonna del Purgatorio[5]L'altare venne retto dalla Compagnia del Suffragio, il cui emblema figura nelle grottesche delle colonne e nelle specchiature dell'imbasamento. Pregevole il Crocifisso ligneo, databile tra la fine del XV e l'inizio del XVI secolo, che presenta similitudini con il Crocifisso del Duomo, realizzato nel Medioevo da Nicola da Guardiagrele.

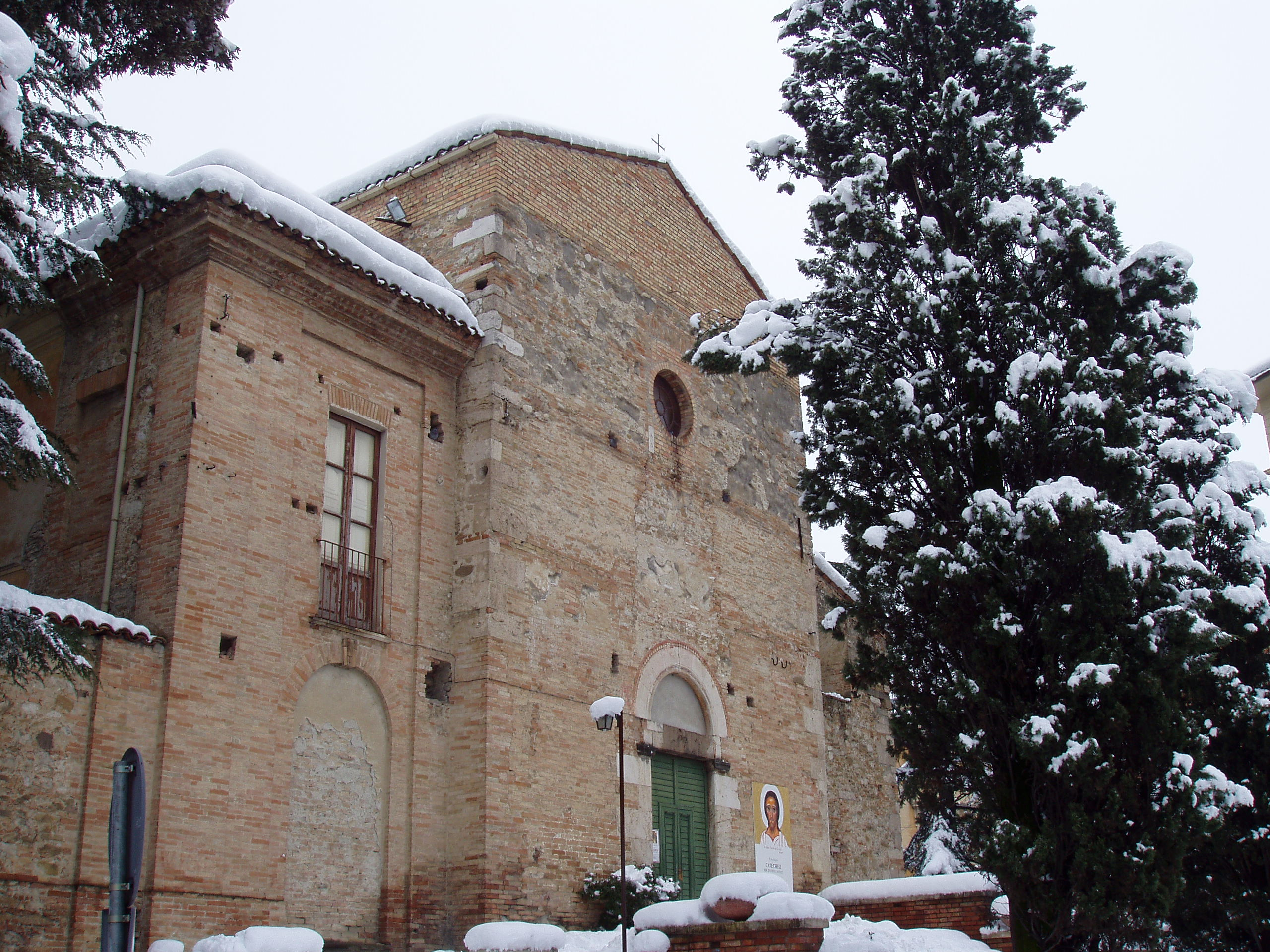
Chiesa dei Cappuccini

- Chiesa di San Benedetto dei Cappuccini: si trova nella periferia del rione San Giorgio, all'imbocco di Corso Porta Romana; il monastero risalirebbe all'819 d.C., fondato dal vescovo Adalberto dell'ordine dei Benedettini. Nel corso dei secoli il monastero subì vari rifacimenti, il più evidente il restauro della sezione terminale. La parte più antica in basso è costituita in laterizi con ammorsature di conci[6]. Il portale centrale realizzati in conci squadrati, è sovrastato da una lunetta con decorazione di mattoni posti di taglio nella prima cornice, mentre la seconda è realizzata da una serie di scacchi romboidali in laterizio, il tutto in stile romanico. Questa decorazione in laterizio è presente anche nella chiesa di Sant'Anna dei Pompetti, antica sede vescovile di Teramo prima del Duomo di Santa Maria Assunta. L'impianto conventuale risale al XII secolo, mentre l'interno è in stile tardo cinquecentesco, arricchito da un tabernacolo ligneo di frate Giovanni Palombieri del 1762. L'altare maggiore è anch'esso in legno, con dipinti dell'Immacolata in gloria, di San Benedetto e San Francesco nei pannelli laterali; sul retro dell'altare si trovano dipinti cinquecenteschi con la Madonna Immacolata tra San Berardo e Santa Maria Maddalena, mentre nelle parti laterali San Francesco e San Giuseppe, opera di Pietro Gaia.

### Palazzi

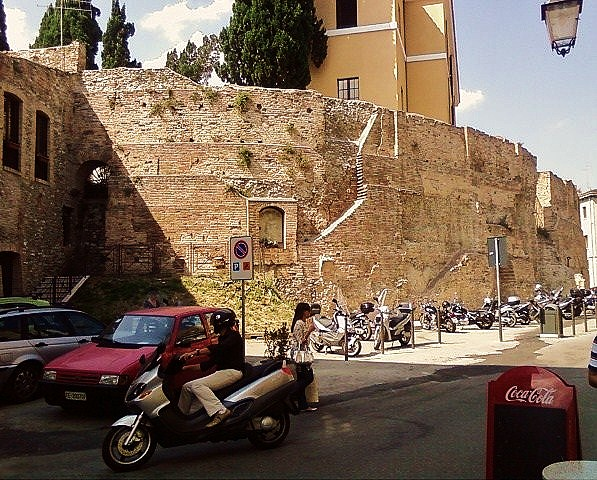
Veduta dell'anfiteatro

- Anfiteatro romano di Teramo: si trova al fianco della Cattedrale, realizzato nel II secolo d.C., tra l'età traianea e quella adrianea. Fino al 1926 l'anfiteatro di Interamnia, citato a partire dal Rinascimento, veniva identificato con i resti del vicino teatro romano di Teramo. Le poche strutture superstiti dell'anfiteatro furono riconosciute ed esplorate parzialmente soltanto nel 1937, dopo drastici demolizioni di altre strutture addossate al complesso, già in parte distrutto dalla costruzione del Duomo e del Seminario Vescovile.[7]Dell'anfiteatro si conserva la metà dell'ellisse perimetrale, il piano antico dell'arena doveva trovarsi a circa 6 metri dall'odierno piano di calpestio. Il monumento, ampio 73,93x56,16, non era dei più grandi del suo genere, e il suo aspetto doveva essere non troppo differente da come lo si percepisce oggi: i paramenti sono in opera laterizia con blocchi lapidei in corrispondenza delle aperture. Il paramento esterno conservato fino a 12 metri di altezza, è realizzato ad anelli gradualmente digradanti verso l'alto. Il settore superiore reca una decorazione a lesene, sempre in laterizio. Nel perimetro murario si aprono numerosi accessi, di cui è riconoscibile quello orientale, ad arco sull'asse minore, mentre quello meridionale sull'asse maggiore ha un'apertura a tre archi affiancati. Passaggi secondari portavano direttamente alle gradinate, di cui mancano tracce, ma dovevano essere rette da muri radiali posti a distanza di 2 metri.

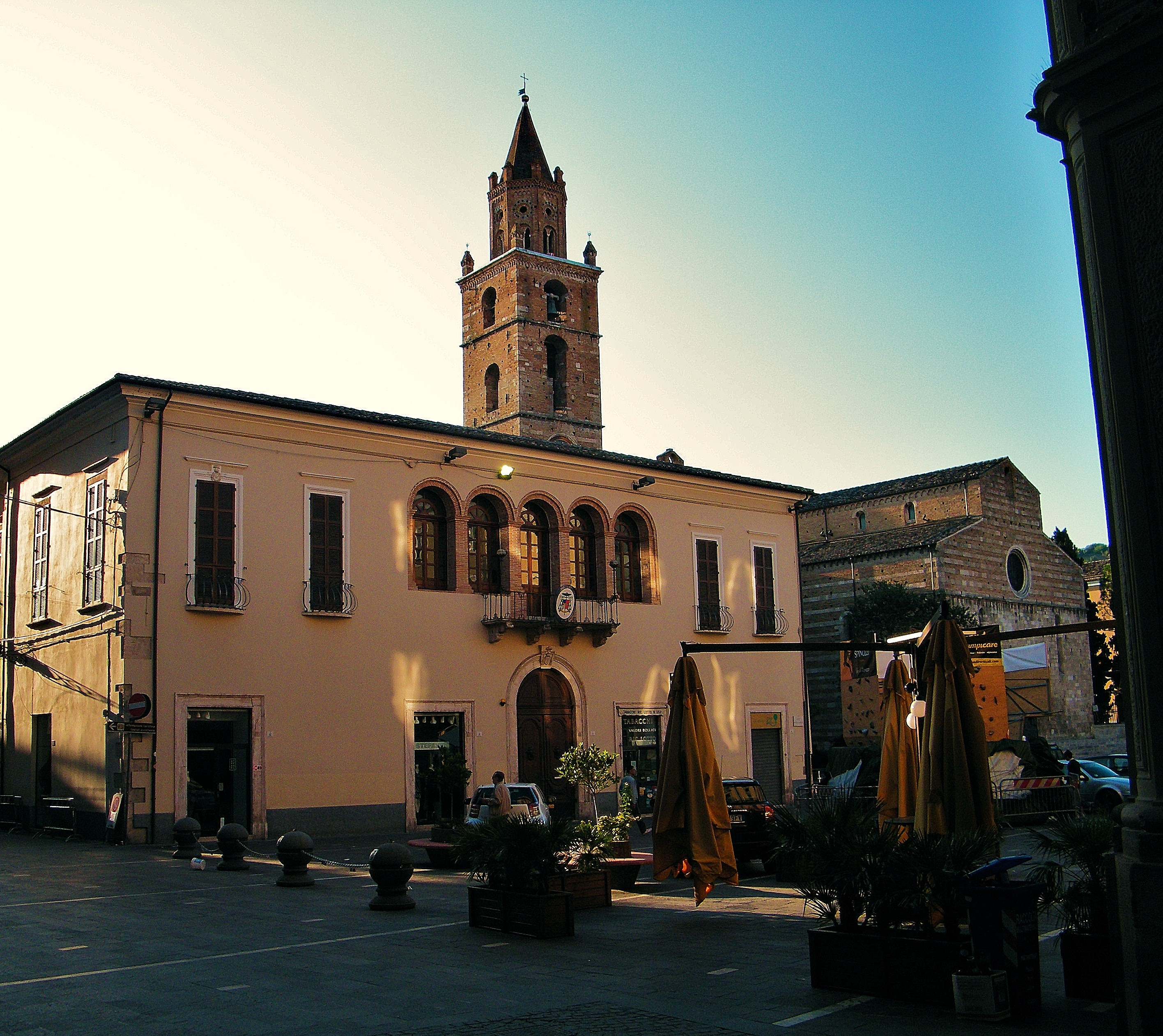
Piazza Martiri: il Vescovado e il campanile del Duomo

- Palazzo del Vescovado: si trova in Piazza Msrtiri della Libertà. Una prima menzione della sede vescovile appare in un editto di Pietro IV vescovo di Teramo nel 1229, e un'altra citazione si ha nel 1287, relativa alla fabbrica trecentesca, come testimonia anche un'epigrafe nel cortile dell'Episcopio, che fornisce la data 1307, quando il palazzo fu restaurato da Rainaldo Acquaviva. Nel 1465 il vescovo Campano descriveva il palazzo come una roccaforte gentilizia, ossia un castello merlato a simboleggiare la supremazia del vescovo, con delle torri di controllo, a due piani, con loggiato a piano terra e loggette aperte all'interno e all'esterno delle porte del piano superiore. Una testimonianza preziosa è data anche dall'illustrazione del Polittico di Jacobello del Fiore.[8]L'edificio attuale, isolato sui quattro lati, a pianta rettangolare con cortile centrale, è frutto di una ristrutturazione corposa della seconda metà del Cinquecento voluta dal vescovo Silverio Piccolomini. L'Episcopio e il Duomo sono fabbricati separati, fino al 1969 però legati dall'Arco di Monsignore voluto dal vescovo Alessio Tommaso de' Rossi nel 1738. Il porticato dell'episcopio prospettante su Piazza Orsini conserva traccia dell'impianto medievale con archi ogivali in pietra, ornati da doppia cornice e sostenuti da pilastri in pietra. Un porticato su via Vescovado è sostenuto da colonne ottagonali in laterizio, è in parte conservato, come dimostrano delle tracce sui palazzi accanto. Tale porticato è stato in parte nascosto dai restauri cinquecenteschi, nascosto anche dall'avancorpo con la nuova scala d'accesso al piano superiore del 1813, voluta dal vescovo Nanni. Il porticato con colonnine poggianti su leoni stilofori, è stato in parte riesumato da Francesco Savini nel 1913. Nel cortile interno sono conservate quattro colonne ottagonali, forse appartenenti al primitivo portico medievale. All'interno del palazzo si conservano arredi provenienti dalla Cattedrale, fra questi la "tomba dei Canonici", un'edicola a quattro colonnine tortili sostenute da leoni, e coronate da capitelli fogliati, nonché da una base di cero pasquale del XV secolo. Di quest'epoca sono anche una Madonna col Bambino in pietra, pesantemente ridipinta, seduta su uno sgabello appena accennato, e porge un pomo rosso al Bambino. Al primo Seicento risale il dipinto di San Berardo di un artista fiammingo, parte un polittico perduto, e allo stesso periodo va ascritto un quadro di Sant'Attone con sullo sfondo la badia e la processione dei canonici del Capitolo Aprutino. Del XVII secolo è una tela della Presentazione di Gesù Bambino a San Francesco, di un allievo del pittore marchigiano Andrea Lilli.

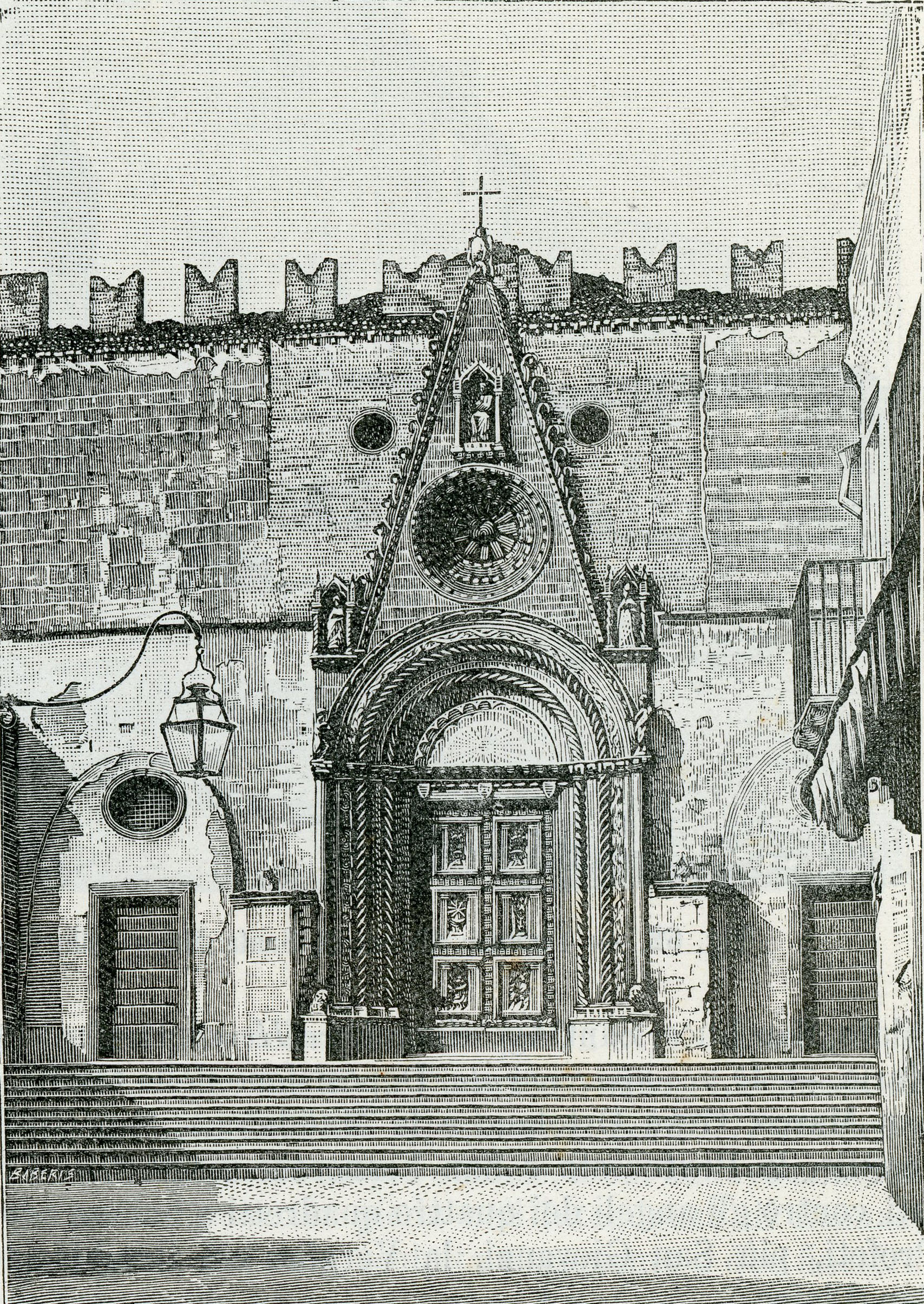
Facciata della Cattedrale nel 1898

- Palazzo del Seminario Vescovile: si trova accanto al Duomo in via San Berardo, ergendosi sopra l'anfiteatro romano. Dopo il Concilio di Trento, dove si stabilirono le regole per l'educazione della gioventù delle varie città per avviarli alla via ecclesiastica, a Teramo il vescovo Monsignor Giacomo Silverio Piccolomini decise di fondare un seminario. Il suo successore Giulio Ricci fece partire il progetto vero e proprio, destinando gli antichi locali dell'antica sede vescovile di Santa Maria Aprutiensis. Il progetto della scuola durò poco perché in seguito a un fatto increscioso: un compagno uccise un suo rivale in una rissa, il seminario fu chiuso per lo scandalo, e riaperto più tardi al Monsignore Vincenzo da Montesanto, il quale ampliò i locali del vecchio episcopio, stabilendovi la sua residenza estiva. L'erezione vera e propria dell'attuale seminario la si deve alla volontà del vescovo Giuseppe Armeni, il quale nel 1674 dichiarò eretto in forma canonica e giuridica il Seminario, in ossequio alle prescrizioni del Concilio di Trento.[9]Il vescovo acquistò un edificio presso il Duomo, riadattandolo alle leggi del concilio, e il Seminario ebbe bella vita sino al 1727 quando il vescovo Agostino Scorza dichiarava che il seminario era tutto da ricostruire. Con il vescovo Pirelli l'edificio fu notevolmente ampliato, con una nuova porzione che dà su via Vittorio Veneto fino a via Ciotti. Presso l'ingresso principale fu posta una lapide che ricordava l'erezione del Seminario effettuata dall'Armeni, e sul successivo ampliamento di Pirelli. Sotto l'episcopato di Francesco Trotta (1888-1890) fu sopraelevata l'ala che guarda verso il cortile, e fu costruita l'ala che comprende le scuole di via San Berardo; il Monsignor Settimio Quadraroli rinnovò la pavimentazione sopra l'aula del cortile, e costruì la nuova cappella, che rimase tale fino al 1950. Monsignor Antonio Micozzi sopraelevò l'aula delle scuole, recandovi un appartamento per il personale, riordinò l'infermeria e l'appartamento delle suore. L'apertura di via San Berardo e l'isolamento del Duomo determinarono la demolizione di una parte del Seminario, per cui il Comune favorì la sopraelevazione delle due ali di via Vittorio Veneto, con una serie di saloni. Il Salone grande destinato a cappella da Monsignor Quadraroli divenne refettorio, con il vescovo Abele Conigli quasi tutto l'edificio fu concesso in affitto al Liceo Artistico Statale dal 1970 al 1991, quando Monsignor Antonio Nuzzi ne ha ottenuto la restituzione, e ha dato inizio a lavori di consolidamento e ristrutturazione, collocando nell'edificio oltre al seminario diverse istituzioni diocesane, quali la Casa Sacerdotale, la Caritas, l'Istituto Diocesano di Sostentamento del Clero, l'Istituto di Scienze Religiose.

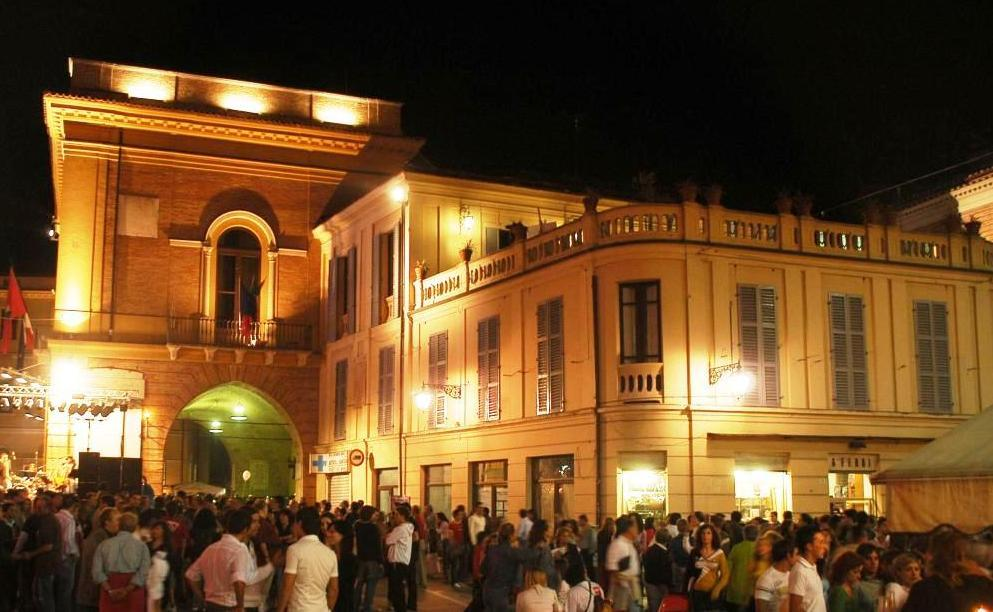
Palazzo Municipale in notturna

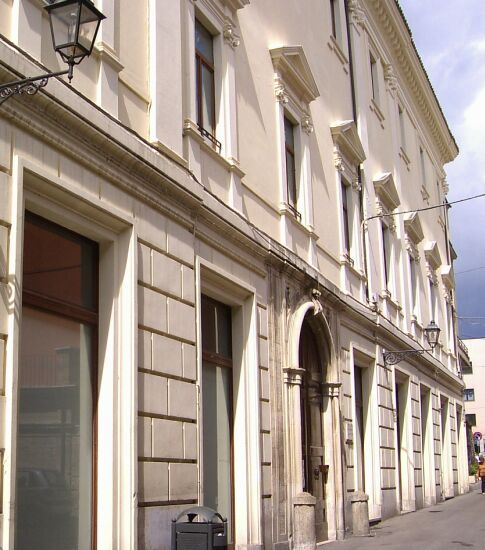
Esterno del Palazzo Delfico con la biblioteca provinciale

- Palazzo Municipale: si trova in Piazza Martiri, risalente al XIV secolo, come cita un documento del 1380. L'interno dell'edificio conserva l'aspetto originale medievale, mentre l'esterno è frutto di un restauro neoclassico del 1828 di Carlo Forti, ad eccezione del portico della loggia, con archi ogivali che poggiano su pilastri quadrati, realizzati da blocchi di travertino e mattoni.[10]In un pilastro della loggia è in opera nel muro una lastra romana, dove sono rappresentati gli ornamenti sacerdotali dell'urceus con ansa decorata da volute, e un lituus con spirale che si avvolge in 3 giri. La lastra deriverebbe da un tempio romano, ed è accuratamente descritta dallo storico Nicola Palma. Nell'atrio del palazzo si trovano altre iscrizioni romane, fatte murare da Theodor Mommsen, negli Statuti cittadini risalenti al 1450 sono raccolte le funzioni che aveva la loggia: funzione politica, giuridica, e vi si tenevano anche i mercati.

- Biblioteca provinciale Melchiorre Dèlfico e Palazzo Delfico: l'edificio che ospita la biblioteca provinciale, rappresenta un importante esempio di architettura civile settecentesca di Teramo. Costruito nel XVIII secolo, fu voluta dai fratelli Giamberardino, Melchiorre e Gianfilippo Delfico, che lo vollero davanti al vecchio palazzo di Casa Delfico, di origini cinquecentesche. L'impianto iniziale in stile barocco, completato nei primi anni dell'800, si articolava su due piani ed era caratterizzato dal collegamento dell'edificio con i soprastanti orti mediante passaggi aerei. Dopo il 1820 nuovi lavori interessarono il palazzo, e si conclusero nel 1853, quando vennero completati i fronti di via Carducci e via Delfico, articolati su 3 piani. La ristrutturazione fece assumere al palazzo un aspetto neoclassico sui modelli dell'Ottocento napoletano, e tale rimase il palazzo fino alla cessione al Comune nel 1939 e poi alla Provincia. La facciata principale ha ancora un aspetto settecentesco, invece alla metà del Novecento risalgono la sopraelevazione del secondo piano, e l'ala di via Comi e l'allineamento su via Carducci. All'edificio si accede con un portale impreziosito da stemmi gentilizi della famiglia e dei De Filippis, famiglie unitesi nel 1820 con il matrimonio di Marina Delfico figlia di Orazio con Gregorio De Filippis, conte di Longano, Il palazzo all'interno conserva un apparato architettonico decorativo degno di nota: l'atrio solenne e lo scalone scenografico, decorato con statue che si rifanno al programma decorativo per celebrare il casato, insieme a una collezione di tele, un quadro di Pasquale Celommi ritraente Francesco Savini, illustre storico teramano, e scene storiche e idilliache. A partire dal 2004 il palazzo ospita la biblioteca provinciale ricostrituita e riaggiornata mediante digitalizzazione.

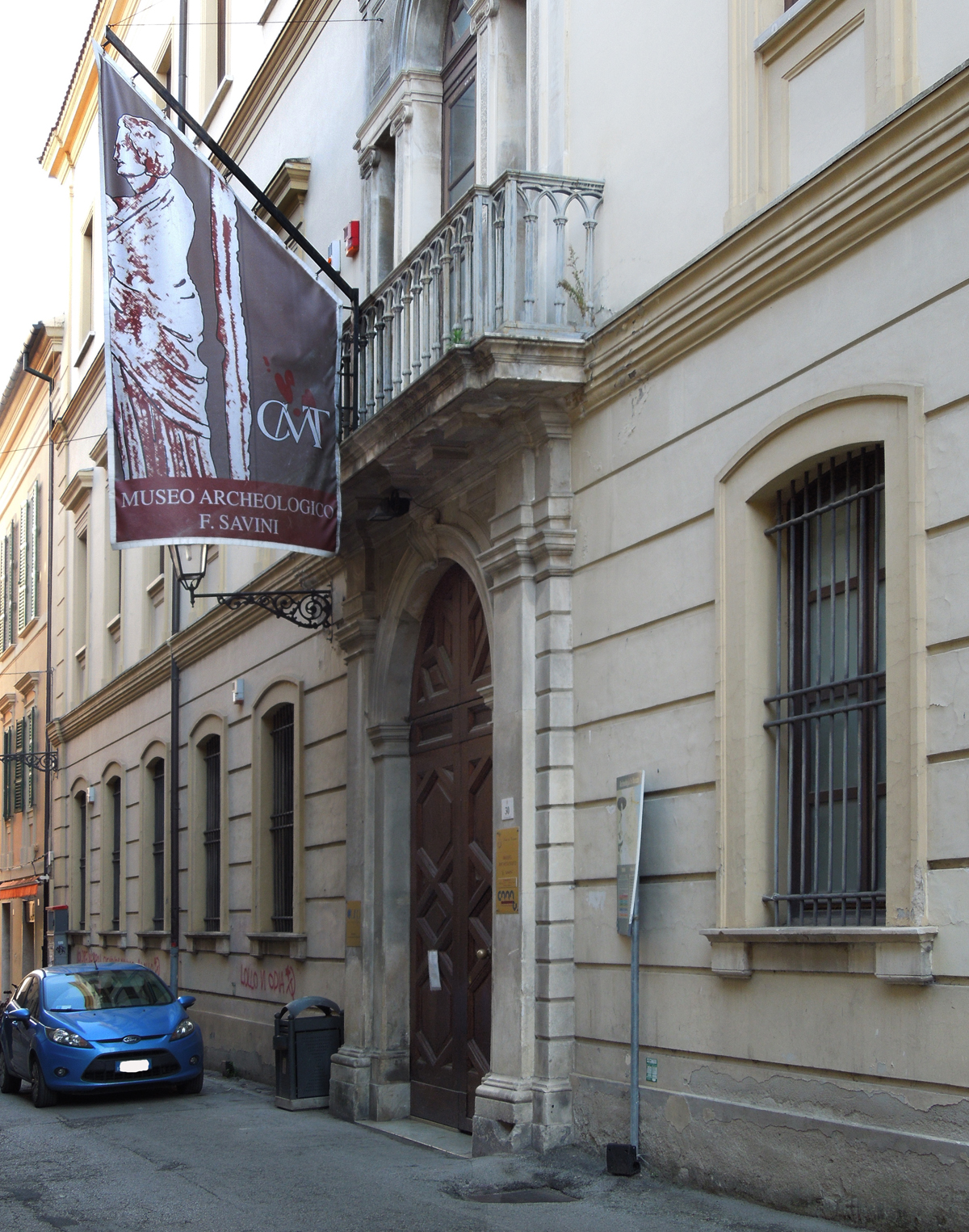
Museo archeologico "Francesco Savini"

- Museo archeologico Francesco Savini: il complesso in origine era una chiesa del XIII secolo dedicata a San Carlo, con annesso monastero modificato nel XVII secolo, trasformato poi nel XIX secolo nel Tribunale di Teramo con annesso orfanotrofio, e infine nel museo archeologico. Il museo costituisce il polo centrale del sistema museale teramano, centro di lettura del territorio, collegato ai siti archeologici presenti nella città e nel circondario. Allestito al piano terra, ripercorre le tappe della storia della città (dal XII secolo a.C. al VII d.C.), l'abitato e le necropoli protostoriche, la città romana col foro, il teatro, l'anfiteatro, le terme, il Largo Torre Bruciata, l'area archeologica Madonna delle Grazie. Al primo piano è narrata la storia del territorio teramano, dalla Preistoria alla romanizzazione dei Pretuzi fino al periodo medievale attraverso i tempi delle grotte, delle necropoli del circondario (Campovalano, Corropoli, Basciano), dalle presenze barbariche ai commerci e alla produzione di ceramica nel Medioevo.

- Palazzo della Provincia di Teramo: si trova in via Giannina Milli, e risale al XIX secolo. La Provincia prima del trasferimento in questo palazzo non ha avuto sedi di rilievo; nel maggio 1885 il Consiglio, sull'area dove oggi sorge la struttura, deliberò la costruzione della Scuola Normale Femminile con annesso convitto. Il progetto fu affidato all'ingegnere Gaetano Crugnola. Nel luglio 1888 l'opera fu portata a termine e la scuola fu inaugurata. Nel 1899 il Consiglio Provinciale deliberò la soppressione dell'annesso Convitto, e negli anni successivi il Crugnola adeguò i locali per ospitare la sede provinciale di Teramo. Nel 1939, per l'aumento dei servizi provinciali, il palazzo fu sopraelevato, e i lavori si conclusero nel 1955. La struttura presenta geometrie rigorose, senza sfarzo, forme e volumi in austerità e rigore degli ordini architettonici. L'edificio ha pianta a forma di C e il corpo principale si affaccia su via Milli; poiché il fronte è molto esteso, il costruttore ha pensato di spostare lievemente in avanti il corpo centrale, così la facciata risulta tripartita, avanzata in centro, e leggermente arretrata nei due corpi laterali che sono più lunghi. In entrambi i lati ci sono due giardini recintati dove svettano magnolie e cedri, la caratteristica architettonica della facciata risiede nella parte centrale, che presenta un intercolunnio semplice di doppi semipilastri in ordine toscano, nel cui centro si apre il portale. Al primo piano l'intercolunnio è ripetuto, sormontato da archi e collegato alla base da una balconata in pietra. A differenza della parte inferiore, i semipilastri terminano in sommità con capitelli corinzi. La trabeazione, esistente prima della sopraelevazione, è stata riprodotta alla sommità. All'interno le pavimentazioni sono in marmo, al piano rialzato l'atrio è a due livelli leggermente sfalsati, in cui due ordini di colonne lisce rastremate sorreggono gli architravi del soffitto. Ampi corridoi con alte volte a crociera disimpegnano gli uffici del piano rialzato; il piano superiore è sede degli uffici di rappresentanza e delle sale del Consiglio e della Giunta.

- Palazzo delle Poste: si trova in via Paladini, costruito nel 1929 per ospitare la sede centrale delle poste e telegrafi. Ha pianta rettangolare, con l'esterno monumentale in stile eclettico tra il neoclassico e il neorinascimentale. Diviso in tre settori da due avancorpi aggettanti rifiniti alla base in bugnato e con paraste a capitello corinzio, la facciata presenta tre ordini regolari di finestre, il primo ad aperture a tutto sesto con chiave di volta sulla cornice, gli altri con finestre a cornici e architravi composite che semplificano gli elementi geometrici del barocco, con due diversi stili per le porzioni alle estremità, e per quella tra i due avancorpi. Ciascuna finestra è separata dall'altra da paraste terminanti a capitello composito.

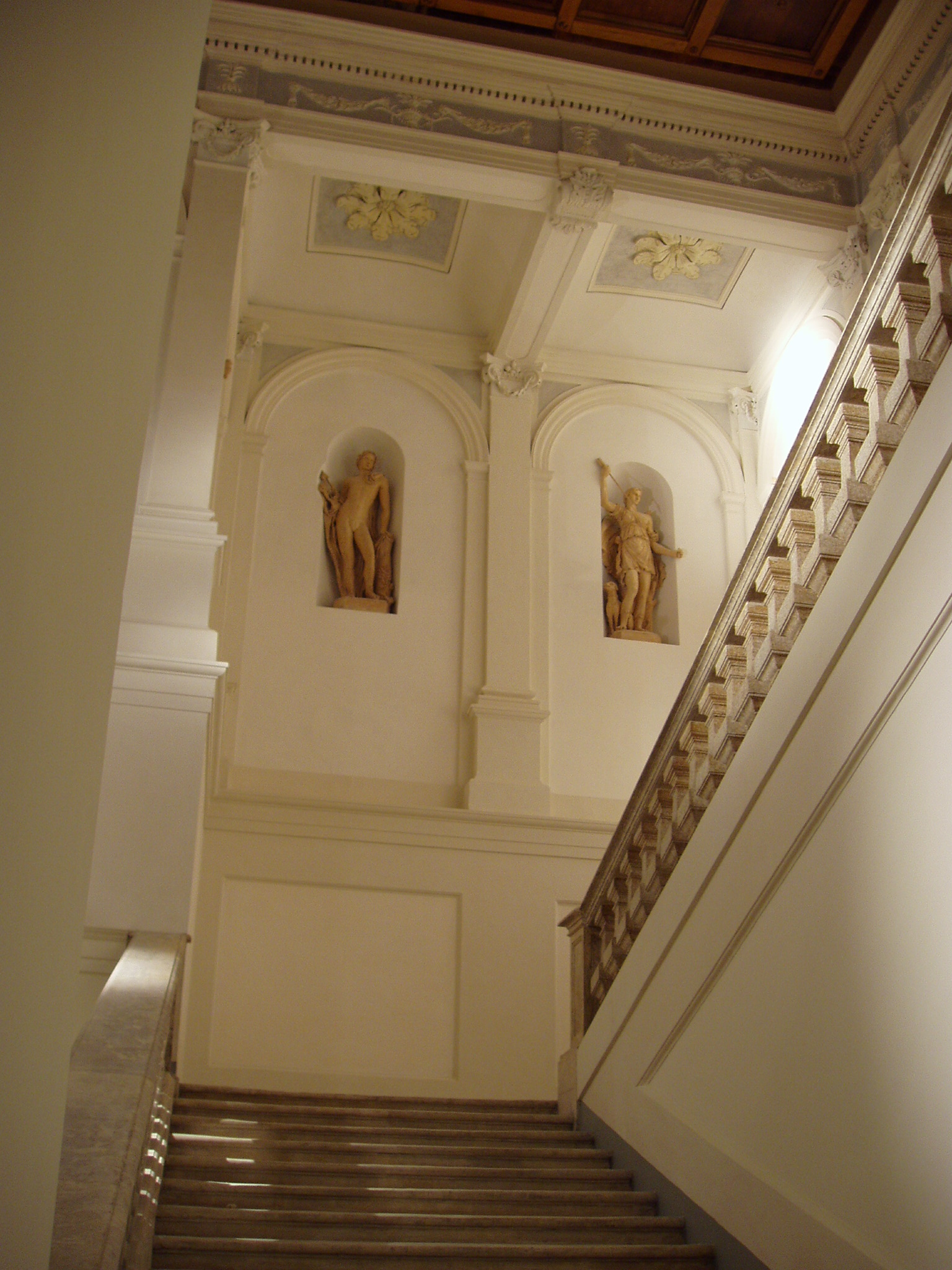
Scalinata del Palazzo Delfico

- Palazzo della Prefettura: costruito nel 1837 dall'ingegnere Carlo Forti, modificato nel 1954 per far posto al terzo piano, il palazzo si affaccia sul Coso San Giorgio, oggi ospita il Prefetto di Teramo e della provincia. In altre epoche ha ospitato per un breve periodo il gerarca durante il fascismo, e da quel balcone si affacciarono i partigiani dopo la liberazione della città nel 1944. Nel piazzale di San Matteo si trovava il complesso della chiesa, demolito nel 1940 per lasciar posto al largo della folla per il discorso di Mussolini. Ha pianta rettangolare con l'esterno decorato in stile sobrio neoclassico, la facciata è ornata da un avancorpo centrale leggermente aggettante con cantonali in bugnato, che riveste tutta la fascia della base. Gli altri piani superiori presentano un ordine regolare di finestre a cornice.

- Casa Delfico: si trova sul corso San Giorgio, alla biforcazione con via Delfico, Fu costruita nel 1552 come riporta l'iscrizione sul portale, ed è stata la storica abitazione della famiglia, prima del trasferimento nel vicino Palazzo Delfico. Resti antichi sono murati nel cortile della casa, una metopa con protome di divinità, e sul portale sul corso, dove è presente a mo' di mensola una cornice con ovuli e dentelli. Entrambi i portali sono arricchiti negli angoli laterali da decori a rosette vegetali, in particolar e il portale maggiore che presenta due protomi umane, insieme allo stemma gentilizio.

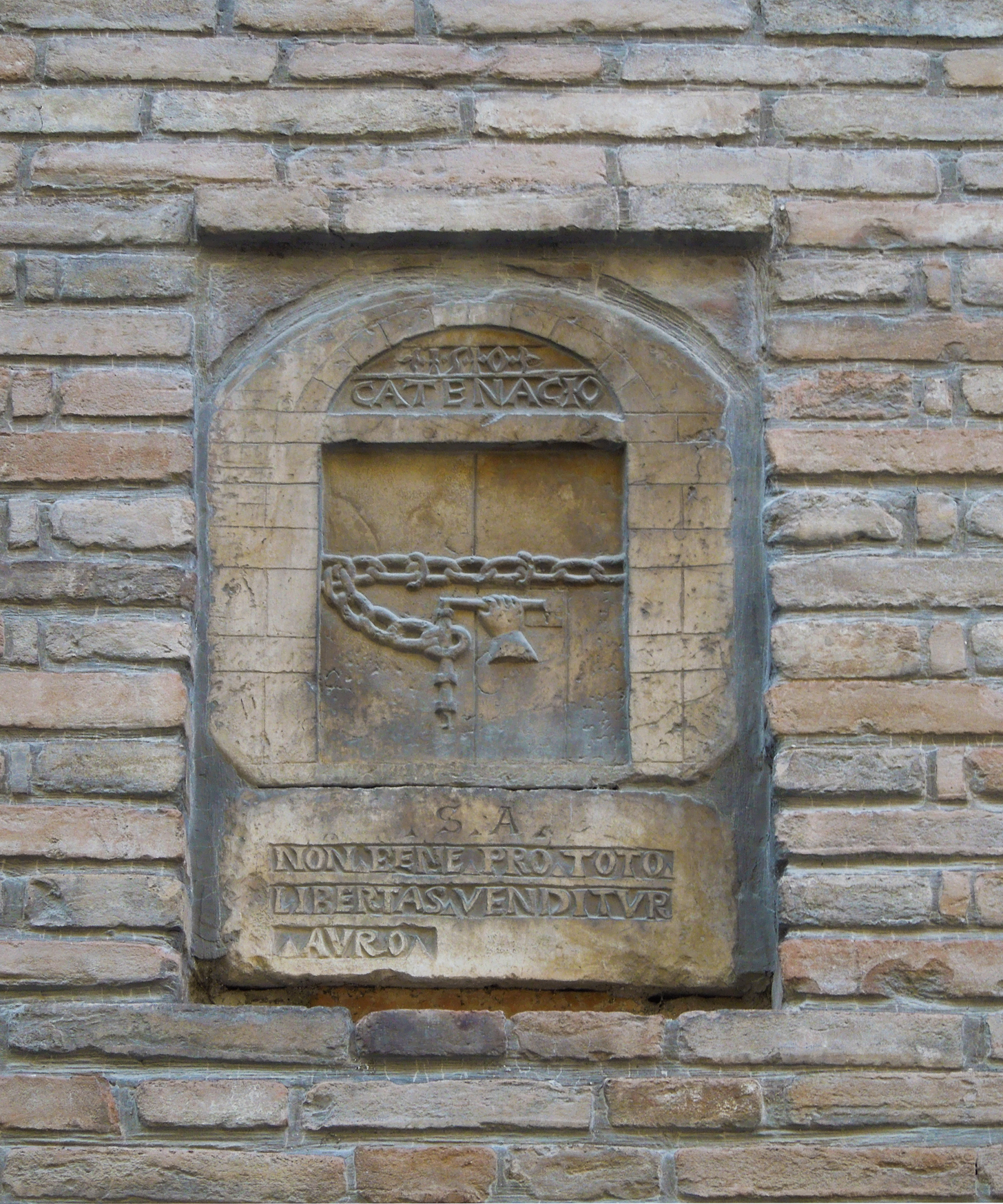
Epigrafe rinascimentale su Casa Catenacci

- Casa Catenacci Capuani: si trova in via Vittorio Veneto, risalente al XV secolo. Cambiò vari nomi, Casa Corradi, e oggi Capuani. Presenta un portico ad archi ogivali in laterizio su pilastri, portale principale ogivale in conci di pietra con portalini d'epoca più tarda, architrave piano sorretto da mensole sul fianco destro. Tracce di portali simili si vedono anche nel Palazzo Vescovile e nella casa Bonolis. Al primo piano sopravvive una finestra con cornici di pietra e architrave piano, le altre finestre sono più tarde (XVI secolo), e di quest'epoca è anche la loggia sul corpo più basso dell'estremità a sinistra. Possibile che si tratti della casa restaurata da Giacomo Corradi citato nel 1495 e nel 1511; sotto il portico sono murati una colonna tortile e uno stemma che potrebbe appartenere a un'epoca anteriore all'assetto trecentesco quando la casa fu dei Corradi. Sulla facciata, al livello del rinforzo a scarpa, è stata scoperta una lastra con l'insegna dei Catenacci, emblema lapideo del 1510 con l'iscrizione S.A. NON BENT PRO TOTO LIBERTAS VENDITUR AURO (La libertà non si vende per tutto l'oro del mondo).

- Casa Franchi o Francesi: si trova sul corso, ed è molto antica, nota in precedenza come "Casa Thaulero" in ricordo di un'osteria medievale e per il vino prodotto nell'ipogeo. Divenne residenza signorile nel XVIII secolo, ma ancora oggi conserva l'aspetto rinascimentale in laterizio non tagliato in conci. La casa risalirebbe al XII secolo, al tempo della distruzione di Teramo nel 1152 da parte di Loritello, quando si salvarono solo gli edifici della Torre Bruciata, la chiesa di Santa Maria Aprutiensis, Casa Raimondo Narcisi (oggi in via Anfiteatro), le mura di Santa Maria a Bitetto e Casa Franchi appunto. L'edificio appartenne alla famiglia Francese, gli storici sostengono che sarebbe o del XII o del XIV secolo, edificata sopra una vecchia abitazione. La sua caratteristica è la corte interna in mattoni, alternata a ricami regolari in pietra di fiume squadrata. Dopo i Francesi, la casa passò agli Scimitarra, come ricorda lo storico Sandro Melarangelo, poi lo Sgattoni ricorda che la casa passò ai de Carolis, noti commercianti di Teramo, e fu anche la residenza del famoso fotografo Paolo Monti (1958).

- Palazzo Ufficio Scolastico Provinciale: sorge sul corso San Giorgio, nell'area dell'antica chiesa di San Matteo. Si tratta di una costruzione in tipico stile razionalista degli anni '40, in mattoni con ordine regolare di finestre, mentre la fascia di base è in travertino.

- Liceo statale linguistico "Giannina Milli": il liceo è intitolato alla patriota vissuta a Teramo nel periodo risorgimentale (1825-88), esempio di impegno civile negli anni dell'unificazione. L'istituto prima del 1999 è stato Istituto Magistrale, nato a Teramo nel 1862 col nome di "Scuola Magistrale di grado preparatorio femminile", che prevedeva un corso di 6 mesi per la preparazione di alunne di buoni costumi e di "complessione robusta per resistere alle fatiche dell'insegnamento". La scuola fu sistemata in un primo tempo nel 1863 nel locale della scuola elementare maschile, ubicata nel Municipio. Aveva la durata di 6 mesi per la preparazione al ruolo di maestre, e superato il corso ci sarebbe stata l'abilitazione alla Scuola Normale. Si trovava questa nel periodo 1883-87 nel locale dell'Istituto Tecnico, in via Istituto, presso il rione San Giorgio, e successivamente trasferito in via del Tiro, e nel 1932 ospitata presso la Prefettura. La prima classe Normale maschile fu avviata nel 1910 con appena 10 alunni, che passarono a 19 nello stesso anno. Mentre la scuola normale maschile negli anni seguenti fu trasferita a Penne e Città Sant'Angelo per mancanza di fondi, quella femminile cessò la sua attività nel 1923 con la riforma Gentile che ridisegnò la struttura magistrale, trasferendo nel locale l'Istituto Magistrale di Teramo con un corso di diploma triennale. Soppresso nel 1997, l'istituto cessò nel 2002, ospitando il liceo linguistico attuale. Il palazzo ha un aspetto tipico del razionalismo, con travertino alternato ai mattoni, caratterizzato da un avancorpo centrale sopraelevato da una torretta con ordine molto severo e schematico di finestre. Si trova in via Carducci.

- Palazzo Cerulli Irelli: situato sulla via omonima, fu costruiti agli inizi del Novecento, affacciandosi su Piazza Garibaldi. Durante i lavori vennero alla luce dei resti dell'antica Rocca Acquaviva, poiché la zona coincide con il locale del "Castello", del XV secolo. Il palazzo ha pianta rettangolare, ornato in stile liberty, con cantonali trattati in bugnato, e cornici marcapiano che denotano tre livelli: quello di base caratterizzato da ordine regolare di finestre a tutto sesto incorniciate di bugnato, e gli altri due con aperture architravate e incorniciate a motivi geometrici compositi. Sotto il piano terra si trova un ipogeo che fungeva da carcere per l'antico castello degli Acquaviva di Atri.

### Fontane e monumenti pubblici

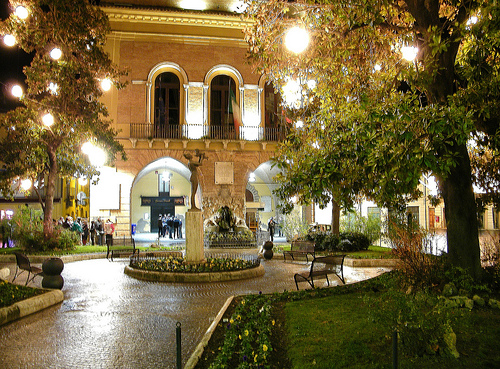
Piazza Orsini con la Statua della Maternità (primo piano) e la fontana dei Due Leoni (presso il Municipio)

- Fontana Due Leoni: si trova in Piazza Orsini, presso il Municipio. Fu realizzata da Pasquale Morganti tra la fine del XIX secolo e l'inizio del XX, per celebrare l'ampliamento della rete idrica teramana. Posta a decorazione di un pilastro della loggia, si compone di un gruppo scultoreo di due leoni tra rocce. La simbologia del gruppo si lega all'iconografia storica della città in epoca protostorica: tra i due leoni sgorga l'acqua che si raccoglie in un catino ovale, posto sopra ad altre rocce e rialzato di due gradini. In alto, sopra le rocce sono collocati lo stemma civico e una lapide con l'iscrizione ETERNO AMORE DI LIBERTA' CONTRO BIECA FEROCIA TEDESCA NEL TRADIMENTO DEI CAPI FUGGIASCHI IL 25-26-27 SETTEMBRE 1943 A BOSCO MARTESE NELLA VITTORIA DEL MARTIRIO GLI INSORTI DEL TERAMANO NUOVAMENTE AFFERMARONO MONITO A TIRANNI E A SERVI. POPOLO E COMUNE POSERO IL 25 SETTEMBRE 1952. Targa che ricorda la strage nazifascita di Bosco Martese, alle porte della città, dove vennero catturati degli innocenti, accusati di lotta partigiana, e fucilati a Montorio al Vomano.

- Statua della Maternità: sempre in Piazza Orsini, è una scultura recente che raffigura una donna che solleva tra le braccia il proprio bambino. Realizzata in bronzo.

- Ipogeo monumentale di Piazza Garibaldi: il piazzale che collega il Castello al corso San Giorgio nel primo Novecento fu decorato da una grande fontana monumentale a pianta circolare a più spicchi che componevano la vasca, con un cilindro da cui sgorgava l'acqua. Danneggiata nella seconda guerra mondiale, la fontana è stata ripristinata in forme più o meno simili a quella precedente, decorata negli anni '60 da un sistema d'illuminazione notturna. Nei primi anni 2000 la fontana è stata cambiata radicalmente con la costruzione di una sfera di rame, e nel 2017 è stato realizzato un teatro ipogeo, collegato con il percorso pedonale sotterraneo la piazza, per accedere al centro storico.

## Monumenti distrutti

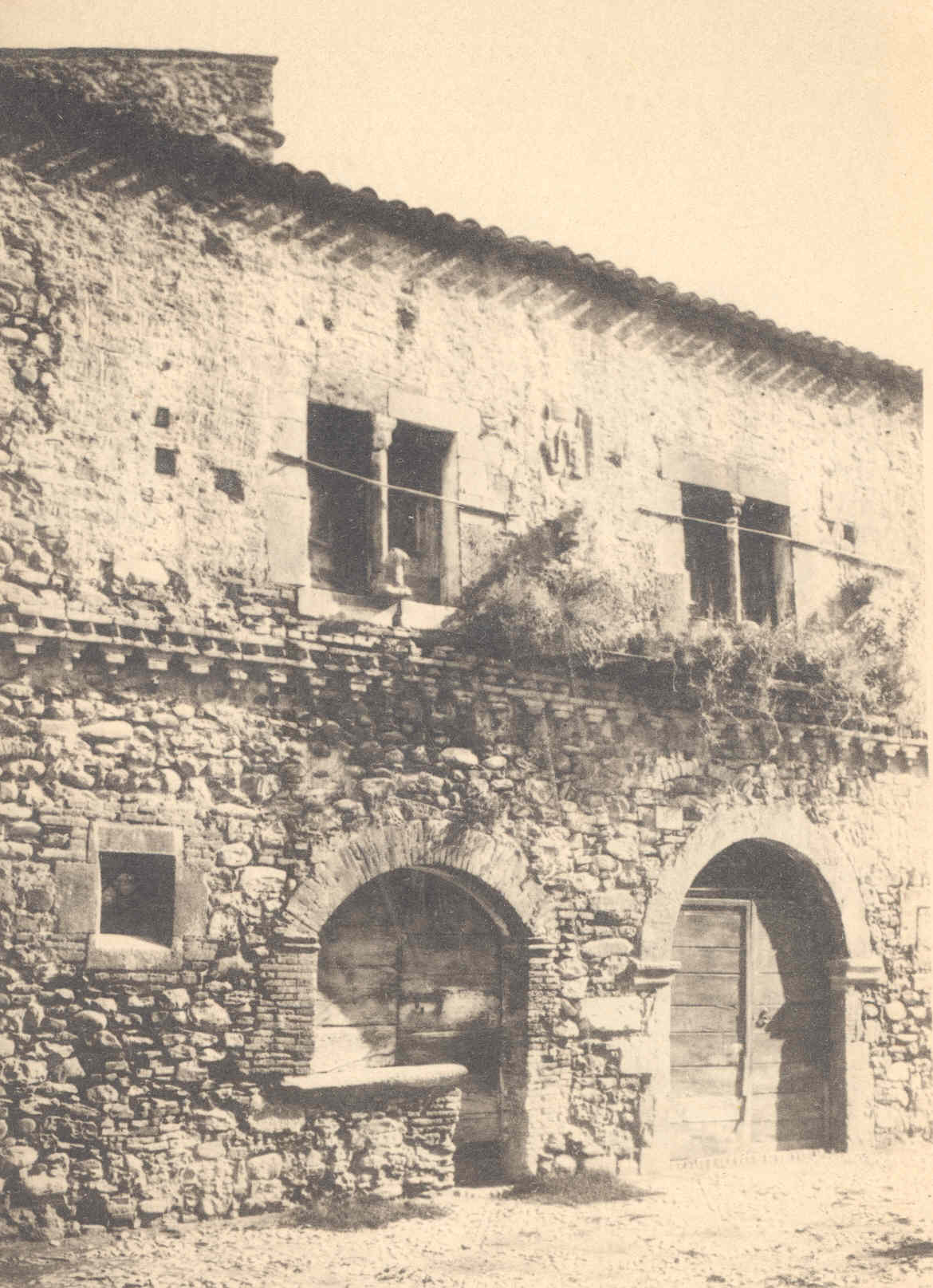
Casa Antonelli, che recava sulla facciata la Lapide delle Malelingue, oggi nella sala del Comune

- Chiesa di San Matteo: si trovava sul largo omonimo davanti al Palazzo della Prefettura. Fu distrutta nel 1940 per far posto al piazzale che avrebbe dovuto accoglie la folla al discorso di Benito Mussolini, invitato in occasione della festa della "Vittoria", dopo l'ipotizzata guerra-lampo. La chiesa di San Matteo, rinnovata tra il 1707 e il 1713 era nei rapporti stilistici, improntata alla maniera del Giosafatti. Il portale stesso, costruito in pietra ascolana, era attribuito all'autore. Nel corso del XVIII secolo il monastero, mentre svolgeva la sua operosità benedettina, venne sconvolto da due avvenimenti. Lo storico Nicola Palma racconta che il 29 dicembre 1745 per mancati lavori di restauro, le benedettine in preghiera trovarono la morte venendo seppellite dal crollo del tetto.[11]Dopo che solo una monaca su 15 decedute fu estratta viva dalle macerie, il 29 dicembre del 1777 a causa del desiderio di 3 monache napoletane verso il vescovo Pirelli di cambiare sede, dato il ritardo della notifica dell'atto, andarono in processione alla chiesa di San Giorgio, minacciando di non rientrare nel chiostro. Il vescovo Pirelli minacciò di carcerare le suore se non fossero rientrate in convento, ma alla fine optò per un trasferimento nei conventi di Campli e Civitella del Tronto. Dopo l'occupazione francese, nel 1806 il convento rischiò la chiusura, e nel 1811 il locale fu assegnato al Comune, che con l'intercessione vescovile, per non destinare il convento alla soppressione, come accadeva per le chiese non parrocchiali. Il convento continuò a funzionare come Convitto nel 1818, che nel frattempo si era trasferito nel Real Convitto Palmieri nel Palazzo Delfico. I padri di San Matteo ebbero la direzione del collegio, che nel 1861 divenne Real Liceo Ginnasio. Curioso che nel 1940, in pieno fermento nazionalistico, si fosse deciso di abbattere in fretta una storica struttura scampata alle soppressioni francesi, distruggendo notevoli pezzi d'arte. Il convento esisteva già nel Medioevo, nel Cinquecento fu trasformato da Piacentina de' Cappelletta da ospedale dei pellegrini in monastero delle benedettine. La chiesa, dopo i restauri barocchi, fu consacrata dal vescovo de' Rossi nel 1736, con dedica posta sotto l'organo ligneo. La facciata richiamava la corrente dell'ordine dei gesuiti romani, composta da un piano interrotto da due lesene, con mostre laterali, e bipartita da una robusta cornice marcapiano. Nella parte superiore al centro c'era una finestra rettangolare con timpano a triangolo, per la decorazione dei capitelli ionici si erano scelti i tralci vegetali, due angeli sul fregio del frontone, con l'iscrizione AD MAIOREM GLORIAM. L'interno a navata unica era in stucco barocco, con soffitto a volta a botte con sesto lunettato, ornato da putti. L'altare maggiore era sostenuto da una coppia di colonne ed arricchito da un frontone, decorato con angeli, mentre sopra il quadro principale, si trovava un ritratto del Padreterno. Sui fianchi dell'altare si trovavano due statue di San Cosimo e San Damiano. La partitura in stucchi del soffitto è stata attribuita a Giambattista Gamba, che presso la cupola dipinse la Trinità tra gli angeli, la Vergine, San Giuseppe, San Giovanni, San Benedetto e San Felice. Le tele delle nicchie laterali mostravano le glorie di San Benedetto e Santa Scolastica, Santa Chiara e Santa Cecilia.

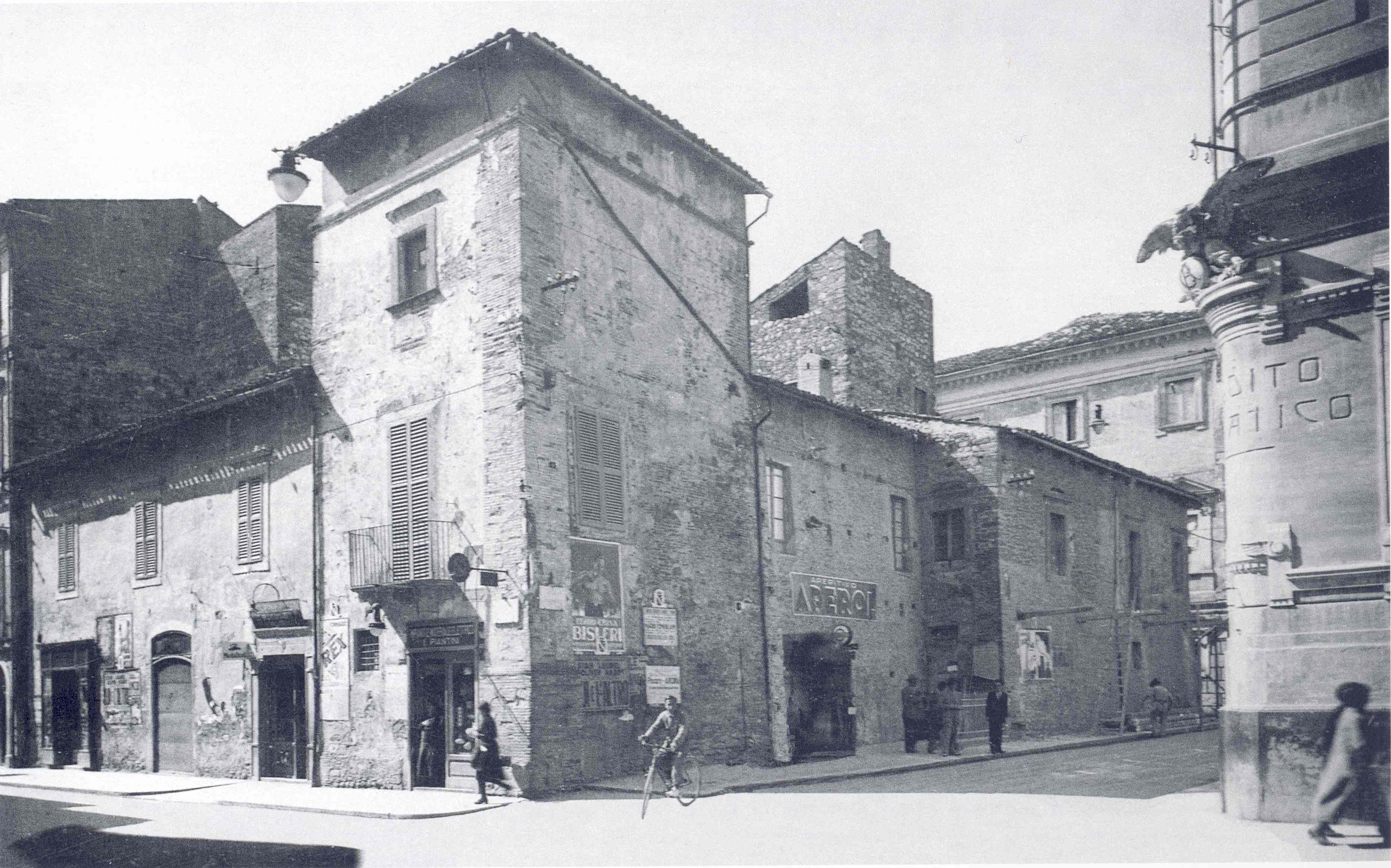
Antica casa Delfico

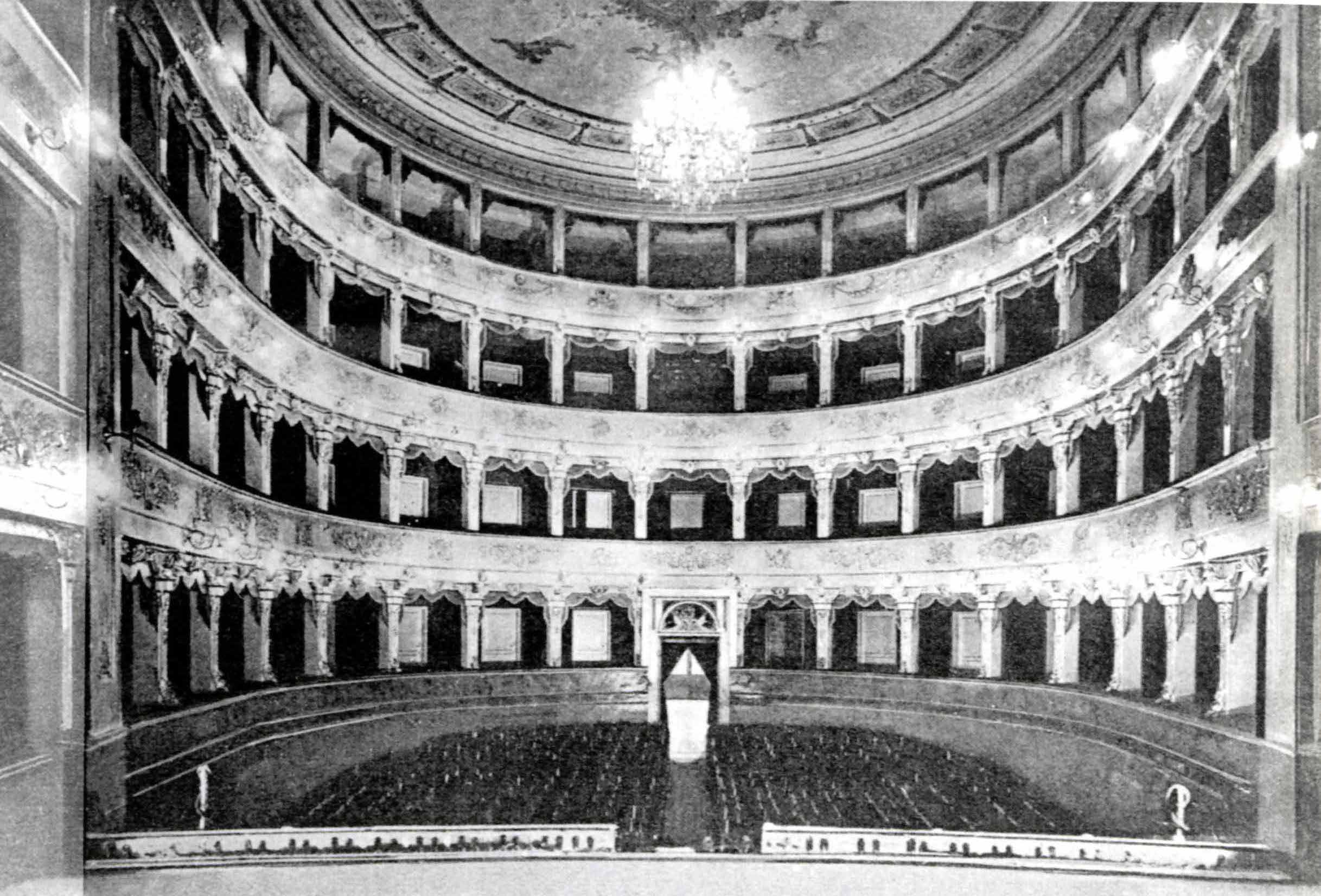
Interno dello storico teatro comunale, prima della demolizione del 1959

- Chiesa di San Giorgio: era una delle più antiche, posta su via Cerulli Irelli. Citata nella cronaca di Angelo De Jacobis come abitazione di un eremita, fu demolita nella prima metà dell'800.
- Chiesa di Sant'Anna in San Giorgio: si trovava lungo il corso, poi divenne sede della scuola d'arte Della Monica. Fu demolita nella metà dell'800.
- Chiesa di Santa Maria degli Angeli: si trovava in Largo San Giorgio, oggi Piazza Garibaldi. Fu demolita nel 1832 dopo dei permessi ottenuti dalla diocesi, come ricorda Nicola Palma, perché rompeva la continuità della strada per il viale dei Tigli (oggi viale Bovio).  Oggi è sostituita  dalla parrocchia del Cuore Immacolato della Beata Vergine Maria.
- Chiesa di San Carlo Borromeo: era inglobata con monastero nell'attuale palazzo Savini, sede del museo archeologico; divenne cappella di un orfanotrofio, trasformato nel 1878 in tribunale, e poi attualmente nel Museo archeologico Francesco Savini. L'ex chiesa è oggi l'auditorium del museo.
- Chiesa di San Rocco: fu costruita nel XVI secolo per ringraziare il santo dopo la pestilenza del 1527, addossata al muro occidentale del Duomo. La chiesa fu demolita nel 1739, quando il vescovo De Rossi decise di far costruire una fila di case ad uso del Capitolo. Aveva sul frontone lo stemma storico del vescovo Chierigatto.
- Chiesa di Santa Lucia: piccola cappella che si trovava sul Largo San Giorgio, all'imbocco dell'attuale via D'Annunzio. Fu demolita alla fine dell'800.
- Porta Due di Coppe: detta anche anticamente  Porta San Giorgio, si trovava all'ingresso del corso San Giorgio da Piazza Garibaldi, faceva parte delle mura. In alcune illustrazioni ottocentesche la porta era stata restaurata in stile neoclassico, con due grandi stipiti in bugnato, che recavano in cima due vasi ornamentali (1829), da cui il nome "coppe". Demolita nel 1926, i vasi sono stati  collocati nella villa  comunale, nel 2000 i ragazzi del liceo classico "Melchiorre Delfico" hanno voluto renderle omaggio ricostruendola in legno. La struttura però è stata solo di permanenza temporanea.

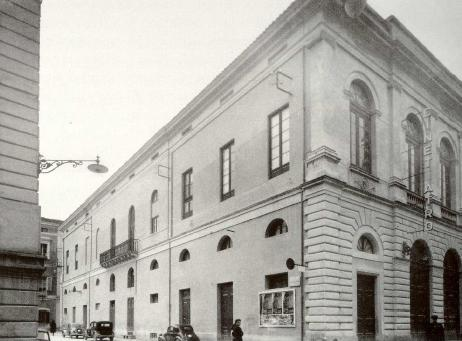
Esterno del teatro comunale prima del 1959

- Storico Teatro Comunale: si trovava sul corso san Giorgio, dove oggi sorge la moderna struttura dell'ex Standa vicino alla Prefettura. Era il teatro principale della città, gemello del teatro Marrucino di Chieti, inaugurato nel 1868. La sua esistenza durò 91 anni, progettato dall'architetto Nicola Mezucelli, da subito ebbe un'attività culturale dinamica, ancora di più quando negli anni '30 fu trasformato anche in cinematografo. L'ultima stagione teatrale fu quella del 1954, e da allora la struttura non fu restaurata più, divenendo presto inagibile. Nel panorama politico delle grandi trasformazioni e ammodernamenti, seguendo l'idea della distruzione del vecchio per far posto al nuovo, senza valutare il concetto del benché minimo valore estetico e storico, la giunta comunale di Carino Gambacorta, con 25 voti favorevoli contro solo 2 contrari, approvò la demolizione del teatro e ricostruzione ex novo di fabbricato ad uso commerciale, ossia la Standa, con locale per attività teatrali e cinema incorporato.

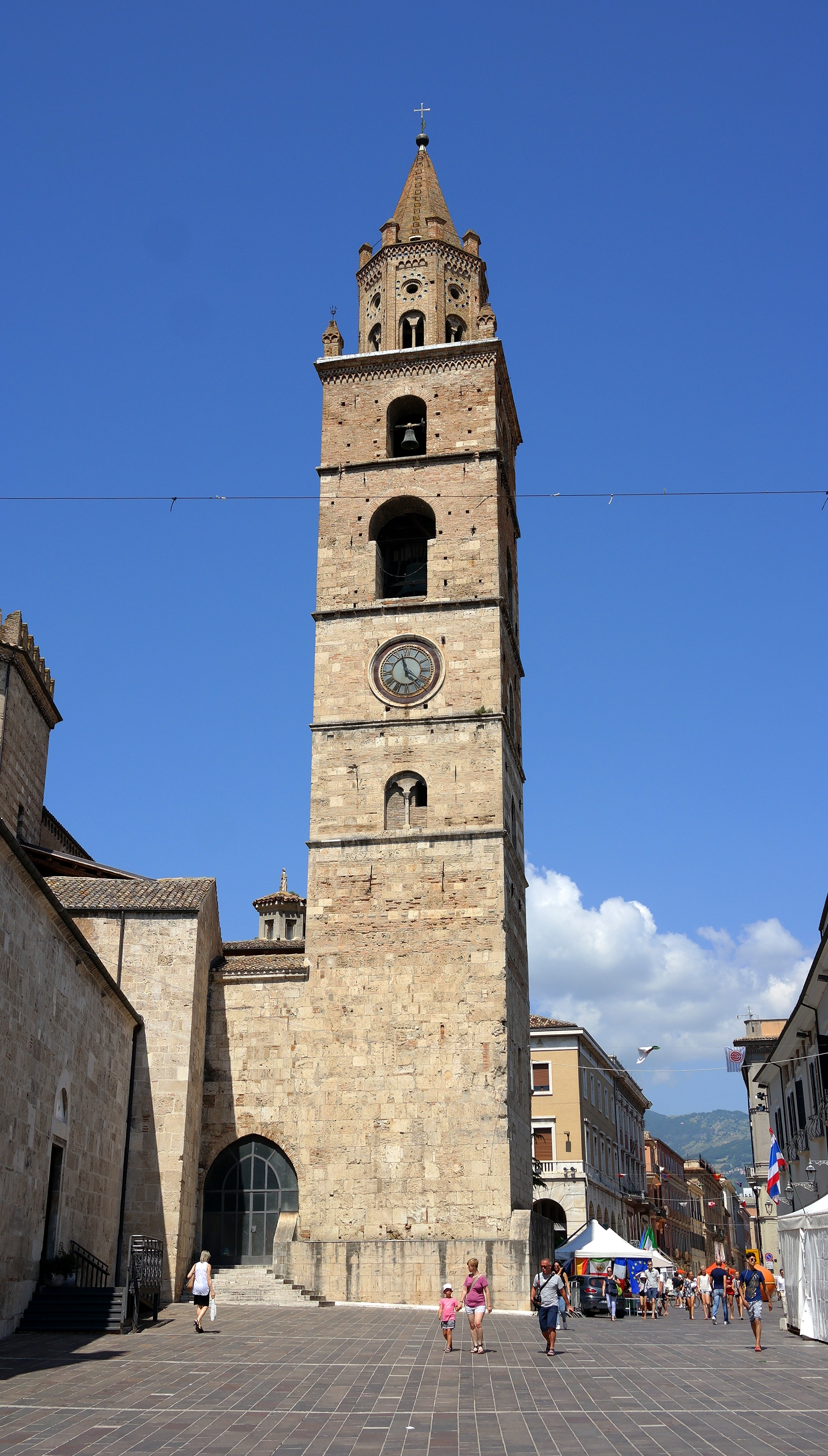
Torre del Duomo, e l'ingresso al Corso San Giorgio: fino al 1968 il collegamento al corso era sormontato dall'arco che si collegava al Palazzo Vescovile

- Cinema teatro Apollo: si trovava tra via Scarselli e via Delfico. Il cinema fu aperto nel 1914 in altra sede, e dal 1928 fu trasferito definitivamente nella struttura che verrà demolita nel 1959 ca per la costruzione del nuovo cinena, fallito nel 1984. L'attività fu avviata dagli imprenditori Emidio ed Ottorino Triozzi, Luigi Brandimante, Francesco Marsili e Michele Bonolis. Fu ristrutturato nel 1956 e poi nel 1969 a causa di un incendio doloso. A causa del crollo del mercato cinematografico per via della vendita di videocassette, il cinema fu chiuso e successivamente demolito. Al livello architettonico, il cinema del 1914 era un'interessante opera liberty che riecheggiava le forme del Palazzo dell'Emiciclo di L'Aquila, con un corpo principale composto dalla loggia di ingresso presso la facciata, e un secondo corpo più piccolo, arretrato, destinato ad essere la sala cinematografica.

- Arco di Monsignore: era un cavalcavia tra piazza Martiri della Libertà e piazza Orsini, lato torre campanaria, un collegamento aereo tra il Vescovado e il Duomo per via del campanile, e fu anche sede dell'archivio diocesano. Fu costruito nel 1738 dal vescovo Tommaso Alessio de' Rossi, che volle realizzate un progetto precedente mai compiuto. Costituiva una prosecuzione degli archi del porticato del Vescovado, che delimitata stilisticamente la Piazza del Mercato (oggi Orsini). Fu abbattuto nel 1968 durante l'amministrazione Gambacorta con l'aiuto del soprintendente Mario Moretti, benché l'attuale vescovo Stanislao Battistelli fosse fermamente opposto; il progetto di Moretti completò l'opera di isolamento del Duomo medievale da architetture posticce, iniziata alla fine degli anni '30. La futile motivazione sarebbe stata che non ci passava la corriera per raggiungere la piazza.

- Palazzetto del Credito Abruzzese: in Piazza Orsini, lato portici del Palazzo vescovile, in stile neogotico. Fu edificato nel 1925 dall'architetto Alfonso De Albentiis, aveva pianta quadrangolare con un portico alla base a tre arcate ogivali per lato, sormontato dal piano superiore con eleganti bifore rinchiuse in ghimberghe. La cornice della sommità era merlata, alla maniera di un castello medievale. L'edificio fu demolito negli anni '60 per la misera costruzione della Banca BNL, in uno stile del tutto povero e anonimo rispetto alla precedente costruzione, in contrasto con l'aspetto tardo rinascimentale di Piazza Orsini.

- Orto del Palazzo Delfico con Fontana delle Piccine: il complesso si trovava tra via Delfico, Piazza Cellini e via Gabriele d'Annunzio. Il muro di cinta dell'orto Delfico costituita nel quartiere una sorta di piccola villa comunale dentro le mura, a differenza del Parco comunale dei Tigli, appena fuori Porta Due di Coppe. Il tutto era ornato dalla "fontana delle Piccine" opera di Luigi Cavacchioli, realizzata nei primi del Novecento, in stile neoclassico. La fontana fu collocata nel muro di incrocio con via Carducci, sotto l'arco del giardino Delfico, ed era una nicchia ad arco a tutto sesto, con una figura femminile che mostrava il seno, uscente da una grande conchiglia. La fontana nella seconda guerra mondiale fu danneggiata e murata, e infine demolita definitivamente distrutta negli anni '50. Il piano di demolizione però interessò una vasta parte dell'orto Delfico, posto accanto all'omonimo palazzo, stravolgendo completamente il sobborgo, con la creazione di Piazza Benvenuto Cellini e di un grande e anonimo complesso residenziale. La demolizione del complesso costituisce nel panorama del centro storico teramano un altro esempio di malapolitica del secondo dopoguerra, rappresentata dal sindaco Gambacorta.

## Piazze e vie maggiori

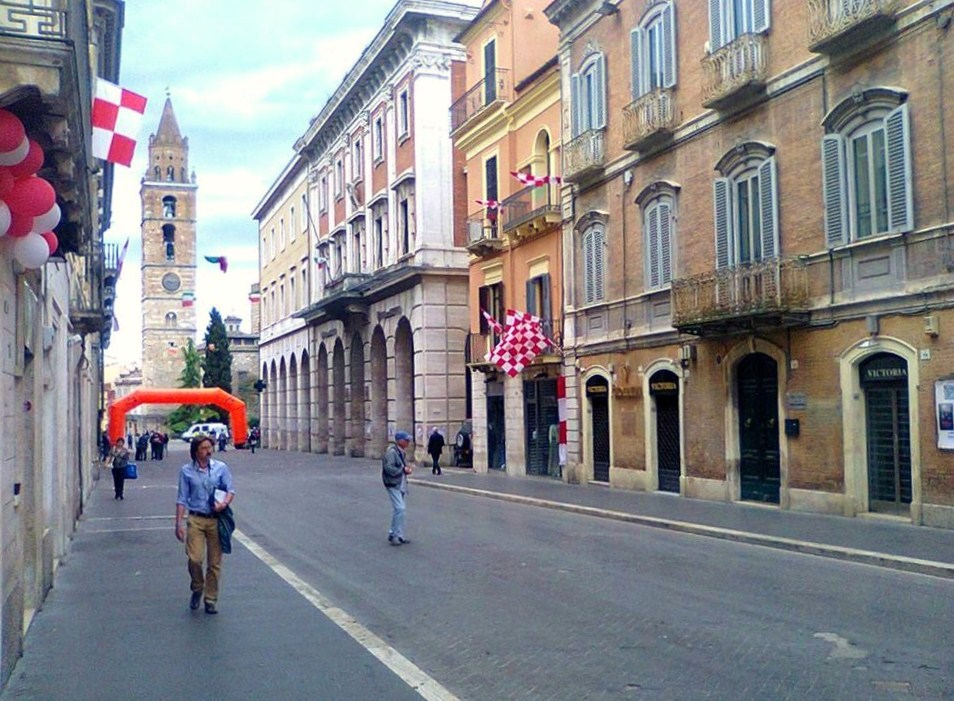
Corso San Giorgio e campanile della Cattedrale

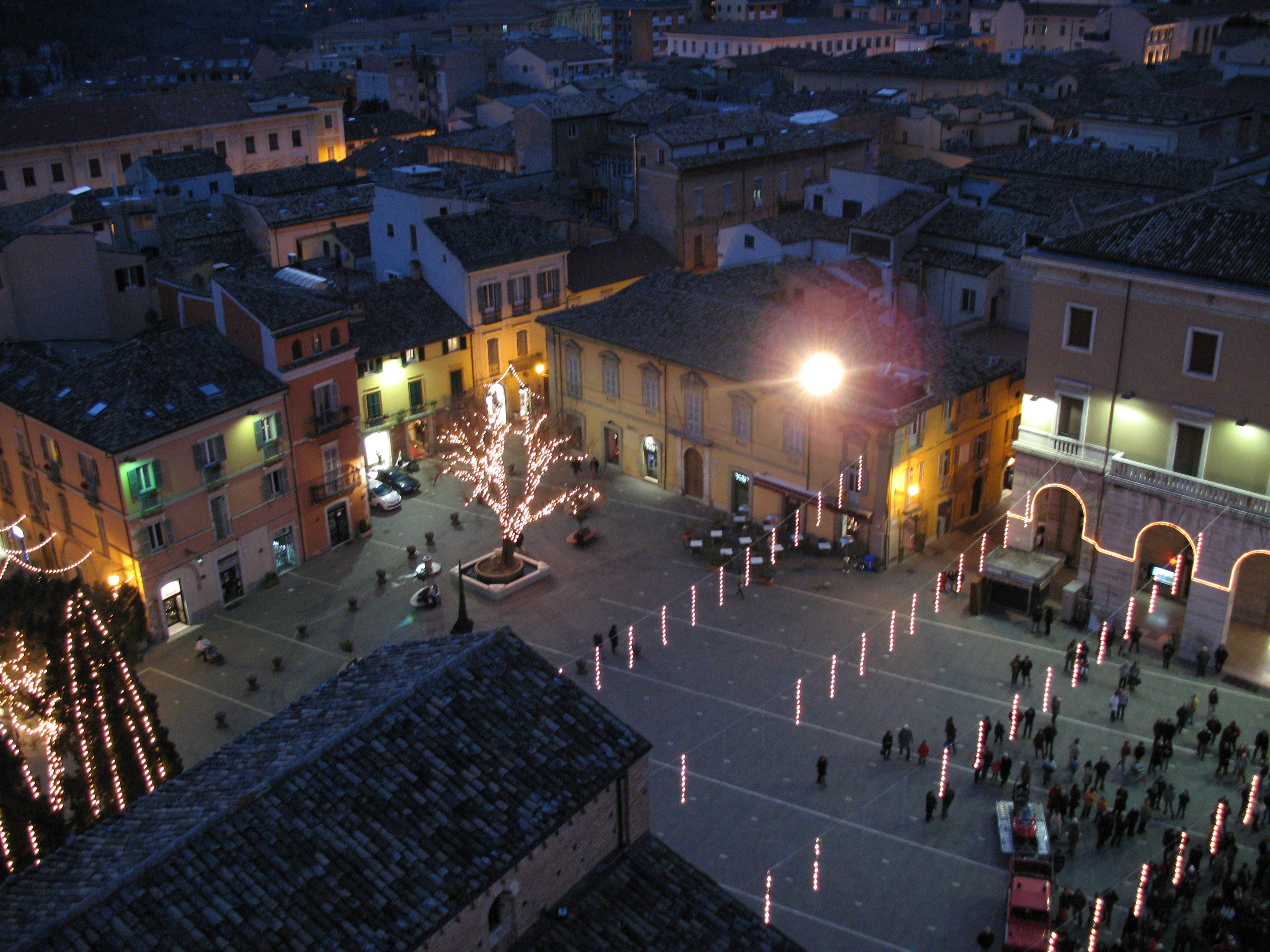
Piazza Martiri di notte

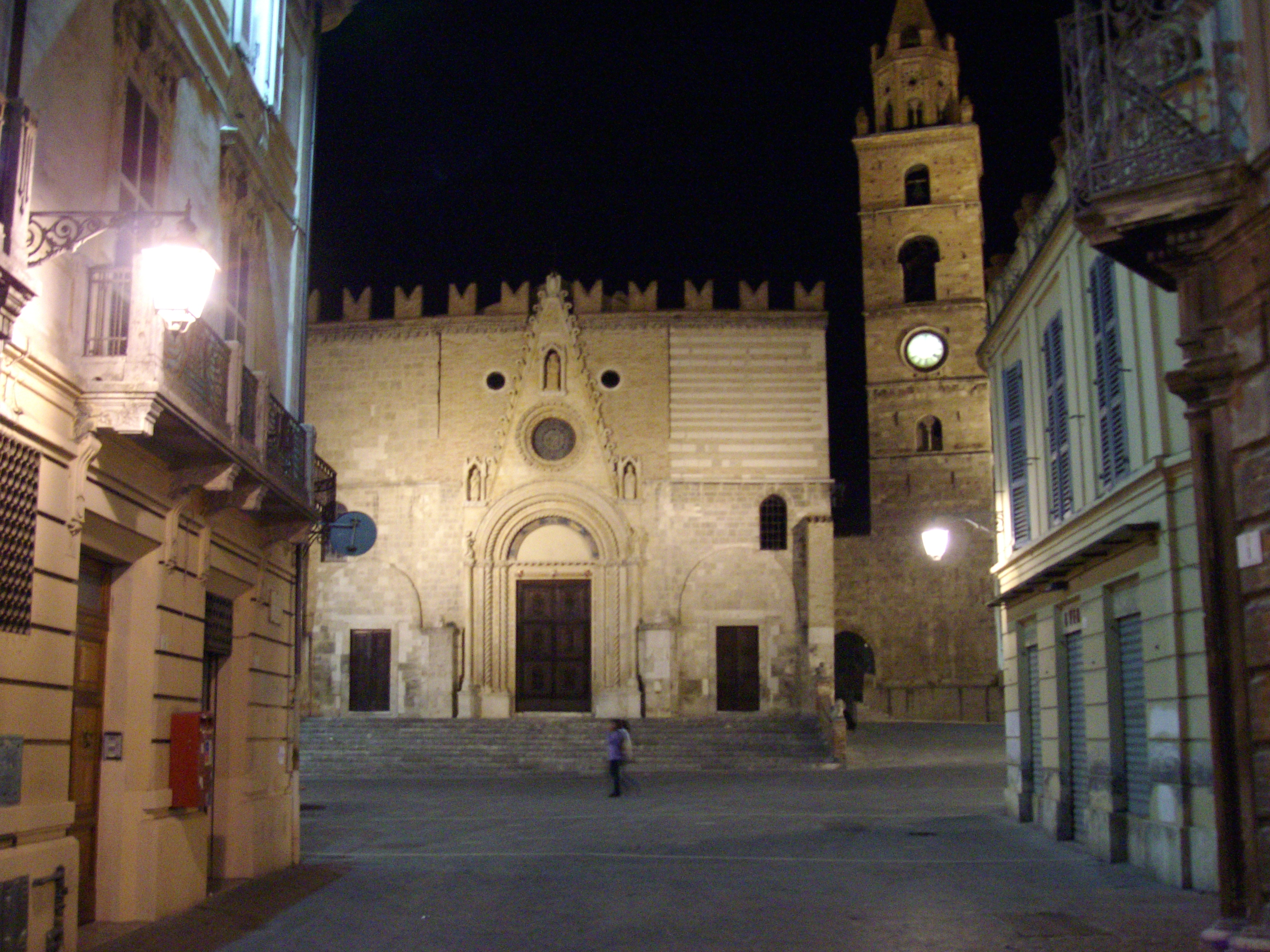
Piazza Ercole Orsini con il Duomo

- Piazza Ercole e Vincenzo Orsini: è la piazza principale di Teramo, anticamente Piazza Mercato, e nel corso dei secoli nota anche come Piazza Municipio, Piazza Roma e Piazza Cavour. Essa è delimitata dalla facciata maggiore del Duomo, dal Palazzo Civico, dal teatro romano di Teramo e dai palazzi posti all'ingresso del Corso Cerulli. A delimitare la bellezza della piazza per ricordare i fasti medievali, ci sono i porti del loggiato del Comune e del Vescovado, e all'inizio del Novecento furono realizzati anche il Palazzo del Credito Abruzzese, e il palazzo neogotico del Caffè Salone, negli anni '50 ridotto a un semplice palazzetto, privo dei classici elementi neogotici.

- Piazza Martiri della Libertà: è un piazzale che si trova all'estremo opposto della facciata maggiore del Duomo, intitolata ai martiri teramani che nel 1848 combatterono per l'unificazione del Regno. La piazza oggi è una delle più frequentate di Teramo, divenuta un caratteristico salotto, anche per via delle demolizioni dei preesistenti edifici negli anni '30, e costituisce il punto di sbocco del corso San Giorgio. Da qui iniziano anche i portici dei palazzi signorili del corso stesso. Vi si affaccia il Vescovado.

- Piazza Martiri Pennesi: la zona, situata affiancato del complesso di Sant'Agostino, era nota come Piazza della Cittadella, con eleganti strutture d'inizio Novecento aventi la funzione residenziale, incluso l'Albergo Giardino e Palazzo Marinucci. La piazza doveva svolgere la funzione di salotto cittadino del quartiere, e negli anni '60 la giunta comunale democristiana ha preferito radere al suolo quasi tutta la piazza per riedificarla con colate di cemento, in uno stile completamente estraneo ad ogni criterio artistico, con nuovi edifici sedi dell'INPS, della Banca Monte dei Paschi di Siena, mentre al centro della piazza sorge, dove non c'era, un ecomostro con alcune attività commerciali. La piazza recentemente è stata intitolata ai Martiri Pennesi, morti nel 1837 a Teramo sotto esecuzione, nel modesto tentativo di dare una connotazione di rilievo allo stesso slargo.

- Piazza Giuseppe Garibaldi: un tempo era la piazza della fiera, con la cappella votiva della chiesa di Santa Maria degli Angeli e il castello degli Acquaviva. L'ingresso alla città dal Corso San Giorgio era dato da Porta Due di Coppe, demolita negli anni '50, e nel primo '900 la piazza fu adornata da una fontana monumentale, diversamente modificata negli anni seguenti. La piazza oggi costituisce uno degli ingressi principali da Ovest al centro storico, e dal quartiere della villa comunale e del Parco dei Tigli mediante il viale Giovanni Bovio. Questo quartiere, sviluppatosi ben presto con la costruzione di varie abitazioni, ha necessitato la costruzione di una chiesa, la Parrocchia del Cuore Immacolato di Maria, in stile neoromanico (anni '50), che si affacciata direttamente sulla piazza.

- Piazza Sant'Agostino: vi si trovava il cinema Apollo, ed oggi è un semplice slargo che precede il sagrato della chiesa.
- Corso San Giorgio: è uno dei corsi principali di Teramo, che da Ovest, congiungendosi mediante Piazza Orsini con l'altro asse longitudinale di Corso Cerulli e Corso De Michetti, compone il principale decumano della città. Modificato ampiamente nel corso del primo '900, di rilievo ha dei palazzi settecenteschi, il Palazzo della Prefettura, il Palazzo di Portici, la Banca dell'Adriatico, la Banca Tercas. Aveva strutture di rilievo come la chiesa di San Giorgio e di San Matteo, nonché il teatro comunale ottocentesco, demoliti nella prima metà del Novecento.